# Personaggi di Kuroko's Basket
Questa è la lista dei personaggi del manga Kuroko's Basket, scritto e disegnato da Tadatoshi Fujimaki.

## Generazione dei Miracoli
La scuola media Teikō aveva una squadra di basket imbattibile, i cui primi cinque giocatori vennero definiti la "Generazione dei Miracoli". Questi erano: Seijūrō Akashi (1º giocatore), Daiki Aomine (2º giocatore), Atsushi Murasakibara (3º giocatore), Shintarō Midorima (4º giocatore) e Ryōta Kise (5º giocatore).

In realtà, vi fu anche un sesto "giocatore fantasma", rappresentato dal protagonista Tetsuya Kuroko.

## Liceo Seirin
La squadra di pallacanestro del liceo Seirin (誠凛高校?, Seirin Kōkō) della prefettura di Tokyo è quella dove giocano i protagonisti del manga, essendo un liceo aperto da un solo anno la squadra è inesperta, i giocatori più anziani sono solo del secondo anno. Gli atleti del Seirin lavorano soprattutto sui fondamentali, attraverso rigidi programmi di allenamento, specialmente per potenziare la forza muscolare, la loro tattica più usata è il run and gun sviluppata proprio per via dell'inesperienza della loro formazione, che in principio per ovviare questa debolezza ha basato la loro forza unicamente nell'attacco. Il Seirin vanta un roster profondo, e infatti visto il buon livello delle riserve i titolari possono anche riposare in panchina quando necessario. La squadra arriva l'apice del suo potenziale quando Kagami raggiunge Direct Drive Zone con cui il Seirin trova la sincronia di gioco perfetta rivaleggiando con il Rakuzan.

### Tetsuya Kuroko
Tetsuya Kuroko (黒子 テツヤ?, Kuroko Tetsuya) è il protagonista della serie e matricola del liceo Seirin. Era il fantomatico "sesto uomo fantasma" della Generazione dei Miracoli alle scuole medie Teikō, inizialmente membro della 3ª divisione. Fisicamente e tecnicamente è un giocatore medio, come viene precisato da Kagetora le sue doti fisiche e tecniche non sono migliorabili, è praticamente impossibile associarlo a un ruolo ben definito in campo e questo, insieme alla sua personalità, lo fa passare spesso inosservato, in una gag della serie dà l'impressione di sbucare all'improvviso spaventando la gente. Kuroko ha deciso di unire questa sua qualità alla Misdirection, la tecnica usata dai maghi per distogliere l'attenzione del pubblico indirizzandola su qualcos'altro. Kuroko la usa per attirare l'attenzione sui compagni, in modo da smarcarsi e fare passaggi improvvisi e precisissimi senza mai fermare la palla, ridirezionandola col palmo della mano, oltre a riuscire a intercettare i passaggi avversari. Poco espressivo, persona leale dai saldi principi, per lui la vittoria non ha importanza se animata dall'egocentrismo e l'avidità di gloria. Alle superiori, Kuroko si allena per sfruttare le sue capacità in maniera più polivalente, per esempio anche nel dribbling e nel tiro, ma nella finale contro il Rakuzan si rende conto che questo gli ha tolto la sua arma migliore, poiché tecniche di gioco tanto appariscenti lo hanno portato a farsi notare, facendogli perdere la sua Misdirection e con essa ogni utilità in campo. Per questo Akashi, alle medie (avendo notato che all'inizio Kuroko possedeva già riflessi veloci e abilità nel saper leggere le partite) gli disse di non pensare ad altro che ai passaggi. Nel corso della partita col Rakuzan, Kuroko riesce comunque a utilizzarla di nuovo facendo apparire il suo avversario diretto più appariscente di lui dovendo però astenersi dall'usare il dribbling e il tiro. Pur non avendo una vera e propria tecnica a livello individuale, cosa che lo ha sempre messo su un piano totalmente diverso dai suoi ex compagni della Generazione dei Miracoli loro lo ritengono comunque un valido membro della squadra, il cui valore e utilità è ritenuto pari al loro, tanto che Kise e Midorima, due ex giocatori della Generazione dei Miracoli ritengono assurda la sua scelta di essersi iscritto al liceo Seirin la cui squadra di pallacanestro è praticamente sconosciuta con poca esperienza alle spalle, di conseguenza a loro parere il suo talento lì è virtualmente sprecato. Fatto curioso è che Kuroko sia l'unico ex giocatore principale del Teikō, il cui cognome non indichi il colore dei suoi occhi e dei suoi capelli ("Kuro" significa "nero", ma i suoi occhi e capelli sono azzurri). Probabilmente il nero si riferisce al suo essere un'ombra.

La sua maglia è la n. 11, è alto 169 cm e pesa 57 kg. Il suo compleanno è il 31 gennaio (Acquario).
È doppiato da Ami Koshimizu (VOMIC) e Kenshō Ono (ed. giapponese), Ezio Vivolo (ed. italiana).

#### Capacità
- Misdirection: tecnica usata dai maghi per attirare l'attenzione del pubblico su un punto e mascherare i propri trucchi. È la tecnica su cui si basa l'intero stile di gioco di Kuroko e che rende possibili tutte le sue particolari abilità e si basa sull'accentuare la già presente mancanza di presenza di Kuroko. Non può usarla tutta la partita, poiché più usa questa tecnica e più gli avversari si abituano e, alla fine, si annulla, rendendolo una presenza inutile in campo. La durata si riduce sempre di più, inoltre, se viene usata in più partite contro la medesima squadra.
- Cyclone Pass: Kuroko fa una rotazione totale su sé stesso col pallone in mano e lo lancia ad alta velocità da fondo campo fino a sotto il canestro avversario, utilissimo per i contropiedi. È l'unica tecnica di passaggio che non richiede la Misdirection.
- Ignite Pass: Kuroko colpisce letteralmente il pallone con violenza invece di deviarlo, il passaggio è molto forte e assai difficile da intercettare, ma anche da ricevere.
- Ignite Pass Kai: evoluzione dell'Ignite Pass. Kuroko colpisce la palla imprimendo una rotazione con la mano che permette alla palla, anche se toccata, di non cambiare la traiettoria. Nonostante sia stata inventata per superare Aomine, quest'ultimo l'ha bloccato al secondo tentativo.
- Vanishing Drive: dribbling inarrestabile con cui l'avversario vede scomparire Kuroko, che riappare alle sue spalle. Kuroko usa la Misdirection, assicurandosi che Kagami sia nel campo visivo dell'avversario nel momento in cui effettua il movimento, per far sì che la grande presenza del suo compagno di squadra distragga l'avversario per un attimo, dando modo a Kuroko, che si muove il più possibile al di fuori del campo visivo dell'avversario, di superarlo.
- Misdirection Overflow: quando la Misdirection di Kuroko finisce, quest'ultimo prende il posto di Kagami nell'attirare l'attenzione su di sé e, così, permette a tutto il resto della squadra di usare il Vanishing Drive, sia in attacco sia in difesa, rendendo l'intera squadra molto più pericolosa. È una tecnica molto rischiosa, in quanto la sua durata è ancora inferiore alla Misdirection normale e si può usare solo una volta contro la stessa squadra. Inoltre usarla rende inutile anche la Misdirection normale contro gli avversari in questione in uno scontro successivo. Ciò avviene perché è come usare un trucco spiegando nel contempo il suo funzionamento, in pratica chiunque affronti l'Overflow non subirà mai più gli effetti della Misdirection, rendendo di fatto inutile Kuroko in uno scontro successivo.
- Phantom Shot: Kuroko si mette in una posizione particolare per tirare col palmo della mano. La palla sembra sparire e passare attraverso la mano dell'avversario che cerca di stopparlo. Kasamatsu ne scopre il segreto: l'avversario focalizza l'attenzione troppo in basso e questo permette alla palla di uscire dal suo campo visivo al momento del tiro, inoltre l'arco ampio della traiettoria impedisce al marcatore di capirne la direzione, dando modo a Kuroko di usare questo tiro per passare o per segnare. Anche questa tecnica richiede la Misdirection per funzionare. Per bloccarlo bisogna ampliare il proprio campo visivo stando più lontani da Kuroko e avere la rapidità per intercettare la palla.
- Quasi-Emperor Eye: Kuroko, grazie alla profonda conoscenza dei suoi compagni di squadra e alla loro fiducia, ha sviluppato un Emperor Eye che gli consente di prevedere le mosse dei suoi compagni. Questo gli permette di muoversi in anticipo, neutralizzando gli avversari difendendo in coppia con un compagno. Questo Emperor Eye ha una capacità di predizione superiore anche all'Emperor Eye incompleto di Akashi.

La valutazione di Riko Aida all'entrata nella squadra del Seirin ha attribuito a Kuroko un livello di 14/15, una potenza di 26, velocità di 31 e flessibilità di 49.

### Taiga Kagami
Taiga Kagami (火神 大我?, Kagami Taiga) è il co-protagonista della serie e matricola del Seirin. Viveva negli USA e insieme a Himuro Tatsuya è allievo di Alex, ex giocatrice della WNBA. Come Himuro, porta al collo un anello, simbolo della loro amicizia fraterna. Tornato in Giappone s'iscrive al liceo Seirin ed entra a far parte della squadra di basket dove incontra Kuroko. La sua è una famiglia benestante, comunque Kagami vive da solo. Il suo obiettivo è quello di battere la Generazione dei Miracoli e per questo si allea con Kuroko diventandone la luce. Diventa in breve tempo l'asso del Seirin, ragazzo dal temperamento aggressivo, ma fondamentalmente buono, ama vincere senza compromessi, ciò a volte lo porta a essere un po' arrogante e a contare troppo sul gioco individuale, ma sa riconoscere pure i suoi limiti, infatti capendo subito che sconfiggere anche solo un giocatore della Generazione dei Miracoli è un obiettivo fin troppo proibitivo per lui, impara a vedere in Kuroko un alleato il cui aiuto è indispensabile. L'unica cosa capace di intimorire Taiga sono i cani. È protettivo con i suoi amici. Gioca come ala grande, le sue doti di cestista sono eccezionali: è alto, forte e veloce e inoltre scopre di avere l'innata capacità di saltare più in alto di tutti gli altri. Giocatore completo, è inarrestabile sia in attacco sia in difesa, nelle sue corde ha delle vigorose stoppate, ma la sua arma migliore è la schiacciata, effettivamente il suo stile di gioco è associabile a quello del forward-center. Col tempo impara a familiarizzare di più con la sua mano sinistra, anche se non è quella dominante. Non è raro che Kagami riesca a segnare negli ultimi secondi del match il canestro che decide la vittoria evidenziando come, anche nei momenti critici, lui non perda mai la determinazione e la voglia di combattere. Kagami ha lo stesso talento della Generazione dei Miracoli, ma è sbocciato più tardi rispetto agli altri cinque, come ammettono gli stessi cinque campioni. Kagami è l'unico, oltre a quelli della Generazione dei Miracoli, a poter entrare nella Zone dove il giocatore, semi-incosciente, sfrutta appieno le sue abilità fisiche senza vincoli, egli può entrarci motivato dal desiderio di lottare per la propria squadra. Kagami ha un talento particolare, detto Istinto Animale (posseduto anche da Hayama e Aomine), che gli permette di affinare tutti i cinque sensi e i propri riflessi, permettendogli prestazioni superiori al normale. Kagami è in grado di schiacciare a canestro direttamente dalla linea del tiro libero (solo Kise è in grado di fare altrettanto). Nella Zone la sua forza fisica è eccezionale, tanto da permettergli di fermare una schiacciata a due mani di Murasakibara (sebbene quando anche quest'ultimo entra nella Zone, Kagami sia nettamente inferiore), il suo stile di gioco è molto fluido e diventa molto più preciso nei tiri da tre punti, che normalmente non fanno parte del suo repertorio. Nella Zone (e solo con essa) è in grado di usare un tiro inarrestabile basato sulla pura potenza, la Meteor Jam che può usare saltanto contro il canestro lanciando la palla a piena potenza con la mano sinistra dalla distanza ravvicinata. Kagami è l'unico a essere riuscito a raggiungere la forma finale della Zone, la Direct Drive Zone, che permette al suo gioco di armonizzarsi perfettamente con quello dei compagni di squadra mentre lui è nella Zone, generando una rete di passaggi rapidissimi che consentono di superare anche le difese più ostiche creando tantissime brecce nella loro difesa. Questo è possibile solo grazie alla grande fiducia nei propri compagni e nel lavoro di squadra.

La sua maglia è la n. 10, è alto 190 cm e pesa 82 kg. Il suo compleanno è il 2 agosto (Leone).

La valutazione di Riko Aida all'entrata nella squadra del Seirin ha attribuito a Kagami una potenza di 91, velocità di 85 e flessibilità di 70; il livello è ignoto.
È doppiato da Katsuyuki Konishi (VOMIC) e Yūki Ono (ed. giapponese), Andrea Colombo Giardinelli (ed. italiana).

### Riko Aida
Riko Aida (相田リコ?, Aida Riko) è una studentessa del secondo anno, allenatrice della squadra del Seirin. Suo padre è un personal trainer e lei sin da piccola è abituata a vedere i fisici delle persone con occhio clinico, per questo riesce a percepire, sotto forma di numeri, le doti fisiche dei giocatori. Nonostante sia molto più giovane degli altri allenatori, è molto brava nel valutare le situazioni e scegliere le adeguate contromosse. È stato Teppei a chiederle di rivestire il ruolo di allenatrice, benché Riko avesse affermato che il basket è lo sport che più odia, accetta l'offerta vedendo nei giocatori della sua scuola il desiderio di vincere, che lei ritiene fondamentale nello sport. Sembra nutrire un interesse amoroso nei confronti di Hyūga, dal momento che si arrabbia al punto di picchiare i giocatori, lui soprattutto, quando si mettono a fissare la più avvenente Momoi, solo quando è anche lui a farlo. I compagni di squadra hanno commentato che il modo in cui i due preparino gli allenamenti della squadra insieme somigli molto ai modi di fare di una coppia di fidanzati.
È doppiata da Ayumi Fujimura (VOMIC) e Chiwa Saitō (ed. giapponese), Giorgia Carnevale (ed. italiana)

### Junpei Hyūga
Junpei Hyūga (日向 順平?, Hyūga Junpei) è il capitano della squadra di basket del Seirin, studente del secondo anno. Ha un carattere all'apparenza molto calmo ma in realtà ha una personalità molto aggressiva e forte, grande capacità di concentrarsi e sangue freddo, molto abile nei tiri da tre punti. Come viene detto in una puntata, colleziona modellini dei samurai di Sengoku. Per migliorare il suo gioco affidò i suoi modellini ad Ayumi che li avrebbe rotti a ogni suo errore; questo gli permise di migliorare notevolmente nei tiri ma fu anche la causa dell'insorgere della sua doppia personalità. Suo padre di professione è un parrucchiere. Anche se all'apparenza può sembrare un "secchione" è uno studente nella media ed è stato un teppista tinto di biondo prima di giocare a basket. Ha basato il suo stile di tiro su quello di Reo Mabuchi, uno dei Generali senza Corona. Ai tempi delle scuole medie era ritenuto un buon giocatore ma non avendo al suo fianco dei compagni bravi quanto lui, la sua squadra non riuscì mai a emergere. La sua tecnica di tiro migliore è il Barrier Jumper, una tecnica che consiste nel fare un rapido scatto indietro di un passo e di tirare liberamente. Questa tecnica però è ben lungi dall'essere imbattibile, in quanto, dopo diversi contrasti, il marcatore diretto è in grado di abituarsi e di non subire più l'effetto sorpresa dello scatto arretrato. Momoi ha inoltre fatto in modo di neutralizzarla completamente, spiegando a Sakurai che il segreto è guardare le gambe di Hyūga per capire quando scatterà, dal momento che il baricentro basso è vitale nella tecnica. Uno dei suoi giocatori preferiti è Ray Allen. Hyūga inoltre ha un interesse amoroso per Aida Riko.

La sua maglia è la n. 4 e ricopre il ruolo di shooting guard; è alto 178 cm e pesa 68 kg.
È doppiato da Shinji Kawada (VOMIC) e Yoshimasa Hosoya (ed. giapponese), Mattia Bressan (ed. italiana)

### Teppei Kiyoshi
Teppei Kiyoshi (木吉 鉄平?, Kiyoshi Teppei) era un ottimo centro e fondò la squadra di basket del Seirin, ma a causa di un infortunio al ginocchio non poté giocare per molto tempo ma torna per la Winter Cup; viene anche chiamato Iron Heart (鉄心?, Tesshin), uno dei Generali senza Corona. È molto legato ai suoi nonni, infatti si è iscritto al Seirin per accudirli dato che l'istituto è vicino alla loro casa. Giocava nella squadra della scuola media Shōei, ritenuta una delle quattro più forti sul panorama nazionale. Teppei è un giocatore versatile, capace di giocare anche da playmaker o da ala grande se necessario. Le sue specialità sono il Right of Postponement e il Vice Claw, due capacità che sfruttano le sue mani più grandi del normale. La prima capacità permette a Teppei di fintare una giocata, come un passaggio, una schiacciata o un tiro, per poi passare il pallone o andare a canestro. La seconda consiste nel saltare e allungarsi con una mano sola e afferrare la palla saldamente con una mano, in modo da essere avvantaggiato sui giocatori più alti. Con questa capacità riesce anche a battere Atsushi Murasakibara nel rimbalzo, ma poco dopo l'enorme centro del Yosen dimostra di poter fare altrettanto e quindi lo supera anche in questo: effettivamente Teppei è ritenuto il centro migliore della pallacanestro scolastica dopo Murasakibara, contro cui perse alle scuole medie, è implicito che durante la loro partita quest'ultimo avesse segnato oltre i cento punti dato che Teppei lo aveva innervosito, visto che proprio come afferma Kuroko sebbene di rado era proprio quello che accadeva quando un avversario riusciva a metterlo un po' in difficoltà. Teppei ha grandissima forza fisica e uno degli schemi base del Seirin è basato su lui e Hyūga, che possono scambiarsi la palla e andare entrambi al tiro. I due, infatti, sono i pilastri della squadra visto che uno controlla il gioco all'interno dell'area di tiro mentre Hyuga controlla l'area al di fuori. Una volta neutralizzati loro, nemmeno Kagami e Kuroko possono reggere da soli la squadra. Durante la partita col Rakuzan usa tutta la forza per contrastare Nebuya e questo aggrava il suo infortunio, per guarire gli sarà necessario operarsi e molto probabilmente non potrà giocare per oltre un anno, fino al diploma.
La sua maglia è la n. 7, è alto 193 cm e pesa 81 kg.
È doppiato da Kenji Hamada (ed. giapponese), Renato Novara (ed. italiana)

### Shun Izuki
Shun Izuki (伊月俊?, Izuki Shun) è un giocatore della squadra del Seirin. Possiede una dote molto particolare chiamata "Occhio dell'aquila" che gli permette di guardare quasi il campo per intero e perciò percepire la presenza dei suoi compagni di squadra, riuscendo così a dirigere molto bene l'andamento del gioco. A differenza di Takao dello Shūtoku, però, Izuki non vede l'intero campo ma solo la maggior parte, quindi non percepisce cosa accade alle sue spalle e gli avversari possono sfruttare questo suo punto cieco per coglierlo in fallo. Tra i giocatori del secondo anno, Izuki è quello che gioca a basket da più tempo (fin da quando frequentava le elementari) e nonostante si trovi in situazioni apparentemente critiche in campo, è in grado di mantenere il sangue freddo e la concentrazione, riuscendo a fermare avversari a lui, per sua stessa ammissione, superiori sfruttando questa sua capacità di analisi. Come lui stesso ha ammesso, il suo principale problema è che impiega più tempo degli altri ad assimilare nuove mosse per cui è costretto ad allenarsi più degli altri per riuscire a farle sue. Appare come un ragazzo serio e composto, ma nonostante ciò cerca di inventare sempre nuove battute scadenti. Anche sua madre ha il vizio di inventare giochi di parole e a volte il figlio le risponde con battute a seguire.

La sua maglia è la n. 5 e ricopre il ruolo di point guard; è alto 174 cm e pesa 64 kg.
È doppiato da Hirofumi Nojima (ed. giapponese), Edoardo Lomazzi (ed. italiana)

### Rinnosuke Mitobe
Rinnosuke Mitobe (水戸部 凛之助?, Mitobe Rinnosuke) è un senpai molto silenzioso e tranquillo, pivot della squadra del liceo Seirin. È molto abile nel bloccare i tiri e nel pressare gli avversari in modo che questi non riescano a segnare anche quando sono molto più alti di lui. La sua specialità sono i ganci, sebbene sia capace di usare anche la schiacciata, inoltre in attacco sa coordinarsi bene con i suoi compagni. Ha molti fratelli ed essendo grande aiuta in casa. Dopo il rientro di Teppei diventa la prima riserva di Kuroko, dandogli il cambio quando deve riposare o quando la Misdirection inizia a perdere efficacia.

La sua maglia è la n. 8, è alto 186 cm e pesa 78 kg.

### Shinji Koganei
Shinji Koganei (小金井 慎二?, Koganei Shinji) è un giocatore del Seirin; non ha particolari capacità, riesce a tirare da ogni posizione ma non sempre fa canestro. Come si scopre contro il Rakuzan, anche lui ha l'Istinto Animale, ma, a differenza di Kagami, Aomine e Hayama, più che di un felino predatore dà più l'idea di essere un gattino, quindi i suoi sensi non si affinano più di tanto. Anche nello studio non ha materie in cui è particolarmente bravo o scarso. Ha una sorella che ha la bocca "da gatto" come Koganei. Alle scuole medie giocava a tennis, non era però molto portato, praticando il basket invece ha imparato a essere più solidale nei confronti dei suoi compagni.

La sua maglia è la n. 6 e ricopre il ruolo di forward; è alto 170 cm e pesa 74 kg.
È doppiato da Atsushi Abe (VOMIC) e Takuya Eguchi (ed. giapponese), Alessandro Germano (ed. italiana).

### Kōki Furihata
Kōki Furihata (降旗 光樹?, Furihata Kōki) è uno studente del primo anno e giocatore nella squadra del Seirin, di ruolo è un playmaker, il suo stile di gioco è ben diverso dai soliti schemi del Seirin basati su una tattica offensiva veloce e aggressiva, infatti Furihata (probabilmente anche per via delle sue modeste capacità) preferisce un gioco più prudente, nonostante ciò sa rendersi utile in quanto, portando la partita a un ritmo più sostenuto può cogliere di sorpresa i suoi avversari quando il match diventa più intenso spezzando lo stato di inerzia. Il suo principale problema è che per via dei suoi limiti mantiene una buona prestazione per poco tempo. Si fa cogliere dal nervosismo, ma nel pieno del match riesce a esercitare un buon autocontrollo, è convinto che con l'impegno anche un giocatore di basso livello può emergere, e infatti stima molto Kuroko dato che quest'ultimo è la prova che un atleta, anche se non ha grandi doti individuali, può diventare un elemento fondamentale in una squadra.

La sua maglia è la n. 12.
È doppiato da Naoki Mizutani (ed. giapponese), Sebastiano Tamburrini (ed. italiana).

### Satoshi Tsuchida
Satoshi Tsuchida (土田 聡史?, Tsuchida Satoshi) è uno studente del secondo anno, quando era una matricola, nel periodo in cui il club di basket del Seirin venne fondato, Tsuchida fu l'ultimo a essere reclutato nella squadra. È una persona tranquilla, contrariamente ai suoi più esuberanti compagni Hyūga e Koganei. In genere entra in partita solo quando è necessario sostituire Kuroko e Kagami.
È doppiato da Gō Inoue (ed. giapponese), Marco Belloli (ed. italiana).

### Altre riserve
Studenti del primo anno Kawahara e Fukuda (rispettivamente doppiati da Yasuhiro Yoshimoto e Hiro Sasaki in giapponese e da Matteo Garofalo ed Elio Meschinelli in italiano).

## Liceo Kaijō
La squadra di pallacanestro del liceo Kaijō (海常高校?, Kaijō Kōkō) della prefettura di Kanagawa è ritenuta una delle più forti del Giappone, sanno impostare la difesa con velocità, mentre il loro gioco offensivo, seppur essenziale è comunque molto efficace, la squadra possiede dei buoni tiratori liberi, inoltre i giocatori puntano principalmente sulle loro abilità individuali anche perché sono atleticamente preparatissimi. Il principale punto debole del Kaijō è che fatica a mantenere continuità di gioco quando il ritmo del match diventa intenso per un tempo prolungato.

### Ryōta Kise
Ryōta Kise (黄瀬 涼太?, Kise Ryōta), ex membro della Generazione dei Miracoli, di ruolo small forward è una matricola del Kaijō. Lavora come modello ed è sempre circondato da fanciulle adulanti. Porta un orecchino sull'orecchio sinistro. Ha un carattere tranquillo e spensierato, come lui stesso afferma uno dei suoi passatempi preferiti è il karaoke. Quando si unì alla squadra di pallacanestro della scuola media Teikō era stato proprio Kuroko che all'inizio gli fece da supervisore, Kise lo rispetta molto, tra l'altro è evidente che Kise dopo la fine delle scuole medie tra i giocatori della Generazione dei Miracoli è quello con cui Kuroko pare aver conservato maggiormente un rapporto di amicizia e cordialità, sebbene pure Kise col tempo fosse diventato altezzoso e un po' arrogante forte della sua superiorità al pari degli altri quattro campioni, comportamento che Kuroko disapprovava. Ha il vizio di aggiungere il suffisso "-cchi" ai nomi delle persone che rispetta. Più il suo avversario è forte e più si sente stimolato a oltrepassare i propri limiti pur di vincere. In campo gli basta osservare una volta i movimenti degli avversari per riprodurli uguali e migliori, facendoli propri, ma non è in grado di imitare i talenti innati dei suoi compagni della Generazione dei Miracoli (incluso Kuroko visto che non ha la sua mancanza di presenza). Ryota è il membro della Generazione dei Miracoli con la più grande capacità di apprendimento. Riko spiega che Kise non è propriamente capace di copiare gli altri, ma ha semplicemente una capacità di apprendimento così rapida da fargli imparare le mosse altrui con un'occhiata. Allenandosi duramente, riesce a copiare anche le abilità speciali dei suoi compagni della Generazione dei Miracoli, entrando in uno stato che lui chiama Perfect Copy. Tuttavia può farlo solo per cinque minuti, dopodiché crolla perché il suo fisico non può reggere il peso di quelle abilità che affaticano i possessori originali e rischia gravemente l'infortunio. Kise ha cominciato solo in seconda media a giocare a basket perché in tutti gli altri sport, dove superava facilmente chiunque guardasse, si annoiava, ma quando vide Aomine iniziò a dubitare di poterlo imitare e, desideroso di provarci, iniziò a giocare a basket. Ha idolatrato profondamente Aomine sin da quel momento e smise di vederlo come il suo esempio solo quando giocò contro di lui all'Interhigh, capendo che non poteva superarlo continuando ad ammirarlo. È probabile che sul piano della prestanza fisica sia più forte di quanto non dia a vedere dato che, come più volte è stato sottolineato, la sua schiacciata è persino più potente di quella già incredibilmente forte di Kagami. Nelle tre stagioni dell'anime, Kise non entra mai nella "Zone"; ci si affaccia appena (i suoi occhi si cerchiano d'oro) dimostrando una grandissima forza e abilità. Contro il Jabberwock, Kise affronta Silver da solo e, ripensando all'umiliazione di Kasamatsu e degli altri senpai diplomati, riesce a entrare nella Zone e la unisce alla Perfect Copy. Questa combinazione prosciuga le energie di Kise in un paio di minuti e lo mette in condizioni di non potersi più reggere in piedi da solo, essendo entrambe due abilità troppo pesanti da tollerare, ma in cambio diventa tanto abile da poter battere Silver sia in attacco sia in difesa da solo. Kise può copiare soltanto le tecniche di giocatori più o meno al suo stesso livello o meno dotati di lui. Inoltre, sebbene riesca a imitare l'Emperor Eye di Akashi, non è in grado di prevedere gli avversari con la stessa efficacia, poiché la sua abilità di previsione si basa sulla sua esperienza e sulla sua capacità di imitare le mosse altrui che gli consentono di intuire i movimenti avversari. Il suo ingresso al Kaijō lo aiuta a maturare come persona, tanto da mettere da parte la sua vanità instaurando un forte legame con i suoi compagni di squadra, infatti è l'affetto che nutre per loro che lo spinge a giocare al meglio delle sue capacità e non la gloria personale, inoltre dopo aver affrontanto per la prima volta Kagami e Kuroko abbandona la carriera di modello per dedicarsi completamente al basket.

La sua maglia è la n. 7, è alto 189 cm e pesa 70 kg. Il suo compleanno è il 18 giugno (Gemelli). È il fidanzato di Kristi.
La sua valutazione (stima approssimativa a causa dell'uniforme indossata) vede Kise con una potenza di 95, velocità di 98 e flessibilità di 90; il livello è ignoto.
È doppiato da Ryohei Kimura (ed. giapponese), Alessandro Pili (ed. italiana).

### Yukio Kasamatsu
Yukio Kasamatsu (笠松 幸男?, Kasamatsu Yukio) è il capitano e guardia piccola, ma molto veloce nei movimenti, come afferma Izuki solo i giocatori della Generazione dei Miracoli si muovono con più rapidità di lui. Le sue specialità sono la penetrazione alla massima velocità e la sua ottima percentuale di realizzazione nel tiro, che crea forti problemi all'avversario poiché, per fermare la sua penetrazione, sarebbe meglio arretrare di un passo, ma in quel caso Kasamatsu può tirare indisturbato. Izuki riesce a fermarlo solo grazie al suo Eagle Spear che gli permette di neutralizzare la sua penetrazione sporcandogli la palla non appena viene superato. Considerato uno dei migliori playmaker di livello nazionale, ha la capacità di tirare su la squadra nei momenti critici. Caratterialmente è il personaggio più simile a Hyūga dato che come capitano è animato da uno spirito combattivo inesauribile, essendo anche severo al punto da diventare manesco con i suoi compagni se fanno qualcosa di sbagliato, soprattutto Kise. Kasamatsu è molto ligio al rispetto della gerarchia in una squadra, asserendo che, indipendentemente dalla bravura in campo, i giovani debbano rispettare il fatto che i loro senpai si siano dedicati alla squadra più tempo di loro. È stato l'unico giocatore, a parte Kise, in grado di neutralizzare il Phantom Shot di Kuroko. Viene selezionato tra i cinque giocatori della squadra degli Strky. La sua dedizione alla squadra e la sua leadership sono state di ispirazione per Kise, tanto che sono state proprio le sue parole a spingerlo a entrare nella Zone contro il team Jabberwock.

La sua maglia è la n. 4 e ricopre il ruolo di point guard.
È doppiato da Sōichirō Hoshi (ed. giapponese), Stefano Pozzi (ed. italiana)

### Yoshitaka Moriyama
Yoshitaka Moriyama (森山 由孝?, Moriyama Yoshitaka) è la guardia tiratrice. Moriyama è tutto l'opposto di Kasamatsu, infatti è un ragazzo calmo e umile, oltre al fatto che è un po' frivolo (lui stesso ammette che uno dei motivi per cui gioca a basket è per fare colpo sulle ragazze) inoltre se Kasamatsu trova frustrante dover lasciare a Kise il compito di doversi sobbarcare il compito di trascinare la squadra alla vittoria al contrario Moriyama, anche per via della buona considerazione che ha di Kise, tende ad affidarsi troppo a lui. Ha la capacità di mettere poca rotazione sulla palla quando tira dal basso verso l'alto, eseguendo un tiro da tre punti che è si può bloccare solo quando si trova il modo si sincronizzare i propri movimenti in difesa con quelli di Moriyama nell'istante in cui egli esegue il tiro.
È doppiato da Tomoyuki Higuchi (ed. giapponese), Andrea La Greca (ed. italiana)

### Mitsuhiro Hayakawa
Mitsuhiro Hayakawa (早川 充洋?, Hayakawa Mitsuhiro) è un'ala grande, molto aggressivo del rimbalzo offensivo nel quale è difficile da superare, al punto che, per merito del rimbalzo può usare anche la schiacciata. Proietta i suoi avversari, questo significa che li costringe ad avvicinarsi in modo da spingerli via con il rimbalzo. A differenza di Kagami, Hayakawa salta dopo i suoi avversari al rimbalzo perché, grazie alla sua esplosività di gambe, è in grado di arrivare alla palla con più rapidità rispetto ai suoi rivale anche se sono piazzati meglio di lui, come viene evidenziato da Kagami un'altra sua qualità è la percezione del rimbalzo che gli consente di conquistare la palla prima del proprio avversario. Parla così velocemente che sbaglia nel pronunciare le parole. Dopo la Winter Cup diventa il nuovo capitano del Kaijō.
È doppiato da Kazunori Nomata (ed. giapponese), Alessandro Basta (ed italiana).

### Kōji Kobori
Kōji Kobori (小堀 浩志?, Kobori Kōji) è il centro, giocatore dotato di una buona tecnica di base, è quello che viene scelto dalla squadra per la rimessa a due, bravo nel tiro sotto canestro e nella schiacciata, vede in Kiyoshi un grande rivale, benché sia consapevole che quest'ultimo è più capace di lui. Si sforza di non perdere la calma anche quando i match si rivelano impegnativi, crede nel duro lavoro ed è convinto che mettendoci impegno è possibile battere l'avversario per quanto forte sia. Come viene notato da Kiyoshi è rapido in difesa riuscendo in breve tempo a spostarsi nel campo da una zona all'altra.
È doppiato da Yoshihito Sasaki (ed. giapponese), Elia Fignani (ed. italiana).

### Shinya Nakamura
Shinya Nakamura (中村 真也?, Nakamura Shinya) è uno studente del secondo anno, ricopre la posizione di guardia tiratrice, Nakamura ha poco spazio in partita dato che a lui viene preferito Kise, sebbene venga ritenuto tra i primi otto nel panorama del basket liceale come difensore, usa tutta la sua forza per limitare l'avversario e impedirgli di saltare trovando così un ottimo coordinamento con Hayakama nell'impostazione difensiva. Tuttavia si è rivelato impotente davanti alla forza di Kagami quando quest'ultimo attacca: il confronto con Namakura, come viene sottolineato dai giocatori del Seirin, mette ben in evidenza quanto Kagami sia migliorato come giocatore rispetto a quando si è iscritto al liceo dal momento che all'inizio per lui sarebbe stato più difficile misurarsi con un difensore del calibro di Nakamura.

### Genta Takeuchi
Genta Takeuchi (武内 源太?, Takeuchi Genta) è l'allenatore della quadra del liceo Kaijo. Ha una buona considerazione di Kise, ma nonostante ciò ritiene che anche i giocatori meno bravi non devono astenersi dal mettere il pieno impegno in campo al fine di creare una squadra efficiente. Contro avversari che ritiene deboli, si rivela altezzoso, ma quando riconosce la forza e il valore di una squadra rivale esige serietà e costanza dai suoi giocatori, ritenendo che proprio la forza di un degno rivale debba essere l'incentivo necessario per raggiungere la vittoria.
È doppiato da Hiroki Yasumoto (ed. giapponese), Luigi Rosa (ed. italiana).

## Liceo Shūtoku
La squadra di pallacanestro del liceo Shūtoku (秀徳高校?, Shūtoku Kōkō) è tra le più competitive della prefettura di Tokyo, compensa la sua debole difesa con un buon gioco offensivo, la squadra ha buone individualità. Il loro programma di allenamento è molto severo, tanto da spingere molti giocatori ad abbandonare la squadra. Lo Shūtoku riesce a fare canestro da ogni posizione del campo, e in aggiunta a renderli pericolosi è la variabilità dei loro schemi. I loro giocatori fanno del possesso palla il loro punto di forza perché evitano errori padroneggiando i passaggi con precisione intercettandoli in piena corsa anche quando la palla viene gestita ad alta velocità.

### Shintarō Midorima
Shintarō Midorima (緑間 真太郎?, Midorima Shintarō) è un ex membro della Generazione dei Miracoli, lo shooting guard, ora matricola e asso del liceo Shūtoku. Cinico e freddo, specialista nei tiri da tre punti, con cui può segnare da qualsiasi zona del campo, anche dal fondo. Tuttavia, più è lontano dal canestro e più tempo impiega per eseguire il lancio. Midorima è mancino, si è specializzato nella tripla non solo perché garantisce più punti, ma anche perché nelle partite tra squadre di forza equilibrata è più decisiva per i buzzer beater. I suoi tiri non solo hanno una gittata enorme, ma anche l'arco compiuto dalla palla si alza con la distanza, infatti tutti i tiri di Midorima finiscono nel canestro senza neanche sfiorare il ferro. Questo arco molto più ampio del normale gli consente di rendere i suoi tiri molto difficili da bloccare poiché è necessaria una grande elevazione per riuscire anche solo a toccare la palla. Come viene puntualizzato da Kuroko, la precisione di tiro di Midorima è assoluta, tanto che non ne ha mai sbagliato uno, salvo nel caso in cui qualcuno riesca a toccare la palla quando viene lanciata deviandone la traiettoria, infatti solo quando Kagami riesce a saltare toccando la palla lanciata da Midorima egli sbaglia il tiro. Dopo la prima partita col Seirin, Midorima si sottopone a un severo allenamento per aumentare la sua resistenza fisica, in modo da poter effettuare i suoi tiri il più possibile durante l'intera gara. Midorima non è simpatico a nessuno per la sua costante serietà, raramente mostra compiacimento per i propri successi, ma è rispettato da tutti perché si allena con molta dedizione. Infatti, anche dopo aver sviluppato il suo talento, disprezzò l'atteggiamento degli altri compagni di squadra, specie Aomine e Murasakibara, per l'abitudine di saltare gli allenamenti, poiché per lui è doveroso fare sempre del proprio meglio. Si affida in maniera ossessiva agli oroscopi, tanto che ogni giorno si procura sempre un "oggetto fortunato" che dovrebbe infatti garantirgli fortuna, che cambia costantemente (dai più variegati tipo un elenco telefonico, un telecomando oppure un koma) questo perché secondo lui a dispetto del libero arbitrio il destino è sempre parzialmente plasmato per volere divino, tanto che come più volte afferma L'uomo propone Dio dispone. Ha l'abitudine, quando non gioca, di fasciarsi le dita delle mani. Nonostante la sua intelligenza, alle medie fu l'unico a non intuire la palese cotta di Momoi per Kuroko. Nonostante, come gli altri, sostenga che il gioco individuale sia meglio di quello di squadra, cambia idea dopo aver perso contro il Seirin. Inizialmente è semplicemente un modo per ottimizzare il suo gioco individuale, visto che introdurre le finte di tiro e i passaggi ai compagni rende molto più difficile all'avversario capire quando tirerà, dandogli molte più opportunità d'azione. In seguito, contro il Rakuzan, dimostra però di nutrire grande rispetto per tutti i suoi compagni, che se lo sono conquistati lavorando sodo e allenandosi anche fuori orario. Sfruttando il gioco di squadra, Midorima è stato in grado di guidare lo Shutoku nel mettere in difficoltà il Rakuzan. Da quando ha iniziato a passare la palla, persino Kiyoshi e Kagami insieme faticano a ostacolarlo. Il giocatore di cui più si fida è il playmaker Takao, quest'ultimo lo definisce un tipo tsundere, cioè uno a cui piace atteggiarsi da duro, ma che in realtà ha il cuore tenero. Nonostante risalti solamente per la sua abilità nei tiri da tre punti, in realtà Midorima è un avversario temibile nell'one-on-one, infatti è dotato di un'ottima difesa ed è molto veloce, oltre ad avere una forza fisica tale da impedire a Kagami di schiacciare. Persino due Generali senza Corona insieme non sono capaci di limitarlo, sia in attacco sia in difesa. Nonostante ne abbia le capacità, è l'unico dei Miracoli a non essere ancora entrato nella Zone.

La sua maglia è la n. 6, è alto 195 cm e pesa 79 kg. Il suo compleanno è il 7 luglio (Cancro).
È doppiato da Daisuke Ono (ed. giapponese), Omar Maestroni (ed. italiana).

### Kazunari Takao
Kazunari Takao (高尾 和成?, Takao Kazunari) è il playmaker della squadra e unica altra matricola titolare oltre a Midorima. È un ragazzo amichevole ed estroverso, a volte Midorima a bordo di un carretto legato a una bicicletta, si lascia trasportare da Takao che ha il compito di pedalare. Spesso fa innervosire Midorima facendo su di lui delle insinuazione che si rivelano sempre false. Lui e Midorima giocarono l'uno contro l'altro durante il periodo in cui frequentavano le scuole medie, e Takao venne battuto, avrebbe voluto una rivincita alle scuole superiori, ma ciò non è stato possibile in quanto entrambi si sono iscritti allo Shūtoku. Grazie al suo Hawk Eye riesce a percepire perfettamente la presenza di avversari e compagni, così è in grado di passare ai compagni senza nemmeno guardarli e di annullare gli effetti d'ombra di Kuroko, poiché è in grado di vedere tutto il campo e quindi qualsiasi compagno e avversario. I suoi passaggi sono estremamente precisi, al punto che lui e Shintaro hanno elaborato una mossa speciale: quest'ultimo anche senza la palla esegue i movimenti per effettuare la tripla per poi eseguirla nell'istante stesso in cui la palla gli viene passata da Takao, benché anche con Akashi (i cui passaggi a livello di precisione non hanno nulla da invidiare a quelli di Takao) Midorima è capace di effettuare la stessa mossa. Midorima si fida ciecamente di lui. Takao è paragonato a Kuroko, perché in un certo senso è l'ombra di Midorima, tanto che anche Takao afferma che lui e Kuroko sono simili: passare la palla è il loro punto di forza. A differenza di Midorima, Takao è molto simpatico e mostra sempre le sue emozioni.

La sua maglia è la n. 10.
È doppiato da Tatsuhisa Suzuki (ed. giapponese), Davide Albano (ed. italiana).

### Taisuke Ōtsubo
Taisuke Ōtsubo (大坪 泰介?, Ōtsubo Taisuke) è uno studente del terzo anno e capitano della squadra. Otsubo è molto grande e muscoloso, così la sua posizione di centro sotto l'obiettivo è molto sicuro. Di solito, prende rimbalzi e spartiti con schiacciate, facilitato dal fatto che ha dei riflessi veloci e reattivi. Probabilmente è il miglior centro della prefettura di Tokyo dopo Teppei i cui stili di gioco sono molto simili, anche se Wakamatsu è dotato di maggiore potenziale. Per lui è ininfluente che la squadra avversaria sia debole o forte, per Ōtsubo conta solo vincere mettendo sempre il pieno impegno.

La sua maglia è la n. 4 e ricopre il ruolo di pivot; è alto 198 cm e pesa 98 kg.
È doppiato da Kensuke Satō (ed. giapponese), Diego Baldoin (ed. italiana).

### Kiyoshi Miyaji
Kiyoshi Miyaji (宮地 清志?, Miyaji Kiyoshi) è un top-ranked ala piccola che possiede tutte le abilità di basket regolari, è bravo nel dribbling in stile streetball, inoltre è l'unico giocatore della squadra oltre a Ōtsubo a saper usare la schiacciata. È un bravo studente, ha una buona media scolastica. Mette un tale impegno negli allenamenti che persino Takao ammette che Miyaji alle volte gli mette paura, in realtà si comporta così solo perché ci tiene a portare la squadra ad alti livelli, è stato difficile per lui emergere allo Shūtoku tanto che solo nel terzo anno è riuscito a diventare un titolare della squadra. Viene scelto per giocare negli Strky.

La sua maglia è la n. 8.
È doppiato da Masayuki Shoji (ed. giapponese), Gabriele Donolato (ed. italiana).

### Shinsuke Kimura
Shinsuke Kimura (木村 信介?, Kimura Shinsuke) è un giocatore regolare del liceo Shūtoku al terzo anno. Nonostante sia alto, Kimura non riesce a schiacciare, preferendo usare dei semplici layup. Il punto debole di Kimura è l'avventatezza, che infatti lo porta a commettere errori o a distrarsi. Sa riconoscere le qualità di un buon giocatore specialmente quando affronta degli avversari molto forti.

La sua maglia è la n. 5.
È doppiato da Yoshikazu Sato (ed. giapponese), Davide Fazio (ed. italiana).

### Masaaki Nakatani
Masaaki Nakatani (中谷 仁亮?, Nakatani Masaaki) è l'allenatore della squadra del liceo Shūtoku. Pur sforzandosi di mantenere sempre la calma e la concentrazione non manca comunque di essere esigente con la sua squadra. Ha una grande considerazione di Kiyoshi, avrebbe voluto che si unisse allo Shūtoku per averlo in squadra sebbene egli abbia preferito il Seirin.
È doppiato da Kiyohito Yoshikai (ed. giapponese), Marco Balzarotti (ed. italiana).

## Liceo Tōō
La squadra di pallacanestro del liceo Tōō (桐皇学園高校?, Tōō Gakuen Kōkō) è considerata la più forte della prefettura di Tokyo (sebbene prima dell'ingresso di Aomine non era una squadra di spicco) la loro tattica si affida quasi unicamente a un gioco iper-offensivo, volto al fine di allungare il più possibile il vantaggio, tanto che quasi sempre vincono le loro partite superando i 100 punti. La forza del Tōō è nell'abilità che i suoi atleti hanno nel contesto individuale, il loro schema in attacco non prevede il contatto visivo tra loro, di conseguenza se ognuno di loro prende possesso della palla agisce in autonomia cercando lo scontro individuale con il rivale diretto, ciò consente un'offensiva rapida che non dà tempo alla difesa avversaria di organizzarsi.

### Daiki Aomine
Daiki Aomine (青峰 大輝?, Aomine Daiki) è l'ex Asso della Generazione dei Miracoli ed ex "luce" di Kuroko, ora matricola e asso del Tōō. È stato il primo amico di Kuroko alla scuola media Teikō, il basket è ciò che più ama. Può segnare da due punti in qualsiasi posizione e modo, addirittura può fare canestro con il tear drop facendo passare la palla da dietro lo specchio, ed è estremamente abile, velocissimo e molto forte. Lo stile di gioco di Aomine è basato sullo streetball ed è completamente imprevedibile, poiché esegue movimenti rapidi e non convenzionali, inoltre riesce a segnare in qualsiasi maniera, ad esempio lanciando la palla con una mano, mettendosi col corpo quasi parallelo al campo, subendo un fallo e anche cadendo da dietro al canestro. Per questo viene considerato un "realizzatore inarrestabile", poiché il suo stile è senza limiti. La sua schiacciata è spettacolare, almeno quanto quella di Kagami. Midorima afferma che sia praticamente impossibile fermare Aomine dopo che ha iniziato a muoversi perché è il più agile tra i Miracoli e, se l'avversario si muove dopo di lui, Aomine lo ha già superato. Daiki riesce a privare i suoi avversari del loro desiderio di combattere, infatti quando gioca seriamente riesce a portale le due squadre a un tale divario di punti che i suoi rivali, demoralizzati, perdono la voglia di ribaltare il risultato. Il suo gioco non prevede mai di passare la palla ad altri, ritenendolo semplicemente inutile visto che può superare chiunque da solo. Essendo un eccellente giocatore, tende spesso a saltare gli allenamenti e qualche partita, ma nessuno se ne lamenta, dal momento che non perde mai. Nella Generazione dei Miracoli lui e Akashi sono sempre stati i più forti e venne definito l'asso perché il suo talento fu il primo a sbocciare, ma questo più che un beneficio ha rappresentato per lui una condanna perché dato che la sua forza è emersa così prematuramente per tanto tempo non è riuscito a trovare avversari in grado di risvegliare la sua passione per il gioco, ciò lo ha portato a provare un sentimento di amore/odio nei confronti del basket, arrivando a considerare la debolezza dei suoi avversari come una mancanza di rispetto nei suoi riguardi. È alla costante ricerca di qualcuno che gli offra una sfida seria, visto che è convinto di non poter essere sconfitto. Anche lui, come Kagami, ha l'Istinto Animale, ma esso si era atrofizzato perché non si è impegnato in partita per anni. Lo scontro con Kagami rianima questa sua dote e i suoi riflessi sono paragonabili a quelli di una pantera. L'unico modo per fermare Aomine è possedere un Istinto Animale che permette di affidarsi ai propri sensi per muoversi nel momento stesso in cui Aomine inizia la sua azione, o un Emperor Eye che permetta di anticiparlo prima che si muova. A differenza dei suoi ex compagni, Aomine può entrare nella Zone quando vuole. È amico d'infanzia di Momoi e colleziona foto della idol Mai Horikita. La frase che ripete sempre è "L'unico che può battermi sono io". Aomine non si è allenato per due anni interi prima di perdere alla Winter Cup contro il Seirin, perché senza allenarsi era già troppo forte e se si fosse anche allenato sarebbe migliorato ancora di più e ciò avrebbe aumentato solo la sua noia, ma, come Kuroko nota, Aomine è comunque migliorato moltissimo rispetto alle medie, infatti lungo l'arco delle stesse partite diventa più forte. Dopo la sconfitta col Seirin, ricomincia ad allenarsi. Anche se il suo rapporto con Kuroko si è notevolmente irrigidito nel corso degli anni, tiene ancora molto a lui e lo rispetta, inoltre è stato per merito degli allenamenti che ha fatto con Aomine che Kuroko ha sviluppato il suo tiro speciale, il Phantom Shot. Può sembrare una persona tranquilla ma può diventare violento se provocato, è talmente forte da riuscire a stendere Haizaki senza difficoltà benché quest'ultimo sia notoriamente conosciuto per essere un teppista manesco.

La sua maglia è la n. 5 e ricopre il ruolo di power forward; è alto 192 cm e pesa 85 kg. Il suo compleanno è il 31 agosto (Vergine).
È doppiato da Jun'ichi Suwabe (ed. giapponese), Francesco Rizzi (ed. italiana).

### Satsuki Momoi
Satsuki Momoi (桃井 さつき?, Momoi Satsuki) è l'ex manager della Generazione dei Miracoli. Raccoglie i dati sui giocatori avversari e grazie a questo riesce a prevedere le loro mosse e i loro futuri miglioramenti. Il suo modo di procedere attraversa le seguenti fasi: raccolta dati (peso, altezza, punti di forza e debolezze), profonda analisi delle loro inclinazioni e personalità e infine intuito femminile. Midorima stesso afferma che una delle ragioni per cui alle medie la loro squadra non perse mai una partita era proprio l'appoggio di Momoi. È amica d'infanzia di Aomine ed è innamorata di Kuroko per il suo carattere che, in partita, diventa totalmente diverso facendogli assumere un'aria molto virile, provocandole una forte infatuazione e quando le ha regalato il bastoncino di un suo ghiacciolo, che consentiva di vincere un premio, l'ha fatta innamorare perdutamente. Le sue capacità di osservazione e analisi sono superiori a quelle di Riko, tuttavia non è altrettanto esperta come trainer. Satsuki scatena inoltre le gelosie di Riko a causa della sua personalità e, soprattutto, del suo corpo molto avvenente che fa perdere la testa alla maggior parte dei ragazzi. Momoi non ha scelto di frequentare la stessa scuola di Kuroko, malgrado fosse suo desiderio farlo, per poter tenere d'occhio Aomine ed è diventata la manager della Tōō, guadagnandosi in breve tempo il rispetto di tutti i giocatori per la sua dedizione e abilità.
È doppiata da Fumiko Orikasa (ed. giapponese), Emanuela Cardani (ed. italiana)

### Shoichi Imayoshi
Shoichi Imayoshi (今吉 翔一?, Imayoshi Shoichi) è uno studente del terzo anno, giocatore i cui movimenti sono imprevedibili e che ha la possibilità di impostare un gioco di punteggio in movimento con solo pochi passaggi. È molto veloce e può a volte eseguire mosse difficili d'attacco dal nulla come un double clutch. Anche nel tiro da tre punti è abile. Il suo quoziente intellettivo è incredibilmente alto, praticamente è un genio, ed è capace, grazie a questo, di capire le intenzioni di un avversario semplicemente osservando le sue espressioni facciali, come fosse telepatico, persino se si tratta di Kuroko, che è ben poco espressivo. A causa di questo Hanamiya, a sua volta un genio (ma non si sa chi dei due sia il più intelligente), nel commentare questa sua dote, ha affermato che non vorrebbe mai averlo come avversario a poker o a giochi simili. Di carattere è un tipo calmo, educato e gentile, ma in campo dimostra anche di avere una personalità più sadica e inquietante. Come dice Hanamiya, non esiste nessuno meglio di lui in grado di fare ciò che gli avversari odiano. Sa provocare molto bene l'avversario in modo sottile, ma il suo comportamento in campo è tecnicamente corretto, in quanto non gioca mai sporco, né in modo violento e non tenta mai di far male agli avversari. La sua specialità, visto che riesce a comprendere perfettamente le intenzioni degli avversari, è saper spezzare il ritmo della squadra avversaria, ad esempio segnando a pochi secondi dalla fine del primo tempo un tiro da tre punti dopo che gli avversari stavano rimontando, in modo da colpirli moralmente. Imayoshi è capace di realizzare canestri da tre punti anche da molto lontano, come ha fatto col Kaijo e col Seirin, ma tali tiri sono molto difficili quindi non li esegue più di una volta, di solito se li concede quando mancano pochi secondi allo scadere del quarto e, a causa della distanza, non è marcato stretto. Imayoshi, così come Hanamiya, è uno dei pochi spettatori del match tra il Rakuzan e il Seirin a poter capire e spiegare le strategie difensive e offensive di Akashi. È tra i giocatori che sono stati selezionati per gli Strky.

La sua maglia è la n. 4 e ricopre il ruolo di playmaker; è alto 180 cm.
È doppiato da Kazuya Nakai (ed. giapponese), Matteo De Mojana (ed. italiana).

### Ryō Sakurai
Ryō Sakurai (桜井 良?, Sakurai Ryō) è uno studente del primo anno, conosciuto per il suo rapido tiro da tre punti. Questo è un tiro normale, ma rilascia la palla molto velocemente, squilibrando la difesa avversaria che proprio per questo non riesce a bloccarlo, visto che gli basta un istante per lanciare la palla. Sta nella stessa classe di Aomine e dovrebbe controllarlo, ma invece finisce per subire sempre le sue prepotenze. Nella vita normale è un tipo passivo e quando sbaglia si scusa continuamente all'infinito, persino quando segna un canestro. A dispetto di questo, Sakurai è molto combattivo, infatti quando sfida Hyūga durante il match contro il Seirin, dimostra di avere un ardente spirito di competizione. Stando a quanto dice Imayoshi, più l'avversario di Sakurai è forte e più i suoi tiri diventano rapidi e precisi.

La sua maglia è la n. 9 e ricopre il ruolo di guardia tiratrice; è alto 175 cm.
È doppiato da Nobunaga Shimazaki (ed. giapponese), Andrea Rotolo (ed. italiana).

### Kōsuke Wakamatsu
Kōsuke Wakamatsu (若松 孝輔?, Wakamatsu Kōsuke) è uno studente del secondo anno, giocatore molto forte e veloce, la sua specialità è in ripresa. Di carattere abbastanza scontroso, questo aspetto della sua personalità viene messo in evidenza quando litiga con Aomine finendo col scontrarsi con lui, dal momento che Wakamatsu crede in valori come la disciplina e il duro lavoro, infatti è l'unico giocatore della squadra che è del tutto insofferente all'irriverenza di Aomine e alla sua quasi totale mancanza di partecipazione agli allenamenti. Teppei ha paragonato le sue capacità atletiche persino a quelle di Kagami. Diventa capitano dopo che Imayoshi si diploma. Nonostante l'astio nei riguardi di Aomine tuttavia Wakamatsu è consapevole che lui è inequivocabilmente il giocatore più forte della squadra.

La sua maglia è la n. 6 e ricopre il ruolo di centro; è alto 193 cm.
È doppiato da Kōsuke Toriumi (ed. giapponese), Andrea Beltramo (ed. italiana).

### Yoshinori Susa
Yoshinori Susa (諏佐 佳典?) è uno studente del terzo anno. Mostra un atteggiamento gentile nei riguardi dei suoi compagni quando in partita li vede in difficoltà, Susa è quello che potrebbe essere definito l'elemento meno talentuoso tra i titolari del Tōō, inoltre è evidente che non possiede la stessa perspicacia né tanto meno le stesse abilità analitiche di Imayoshi, tuttavia come viene notato da Izuki essendo lui e Wakamatsu molto alti sanno come limitare la manovra d'azione dei giocatori avversari.

La sua maglia è la n. 7 e ricopre il ruolo di ala piccola; è alto 190 cm.
È doppiato da Yūya Murakami (ed. giapponese).

### Harasawa Katsunori
Harasawa Katsunori (原澤 克徳?, Katsunori Harasawa) è l'allenatore della squadra del Tōō. È una persona tranquilla, benché la forza della sua squadra sia quasi imperante, preferisce non lasciare nulla al caso preferendo non sottovalutare mai i suoi avversari. Ha una buona considerazione di Momoi, tanto da permetterle di scegliere le strategie e gli schemi da usare durante le partite. Sa scendere a compromessi se lo ritiene opportuno, infatti il motivo per cui Aomine ha rifiutato le offerte delle altre scuole è dovuto al fatto che aveva imposto come condizione quella di essere sollevato dall'obbligo di allenarsi, Katsunori è riuscito a convincerlo a iscriversi al liceo Tōō proprio perché è l'unico che ha accettato questa pretesa seppur non completamente d'accordo.
È doppiato da Takanori Hoshino (ed. giapponese), Patrizio Prata (ed. italiana).

## Liceo Yosen
La squadra di pallacanestro del liceo Yosen (陽泉高校?, Yōsen Kōkō) è la più forte della prefettura di Akita, è quella che più di tutte ha dimostrato di avere un gioco più bilanciato, sia in attacco sia in difesa. Lo Yosen uso lo schema difensivo 2–3 zone defense che si dimostra talmente efficace da poter impedire alla squadra avversaria di fare canestro anche nell'intero arco di tempo di una ripresa. La squadra ha pochi attaccanti dotati di grande livello e tecnica, anche per questo il loro gioco offensivo si basa su semplici passaggi con lo scopo di favorire gli attaccanti e consentire loro di fare canestro con facilità, tra l'altro possono sfruttare pienamente la loro forza attaccando solo dalla corta-media distanza. I giocatori dello Yosen sono i più alti del panorama liceale giapponese.

### Atsushi Murasakibara
Atsushi Murasakibara (紫原 敦?, Murasakibara Atsushi) è l'ex centro della Generazione dei Miracoli e matricola dello Yosen. Murasakibara è un giocatore gigantesco e si basa principalmente sul questo per conquistare rimbalzi e mettere a segno violentissime schiacciate. Poiché non gli piace il basket ed è molto pigro, preferisce stare in difesa e non spostarsi mai da lì, inoltre è talmente forte, oltre che agile grazie alle gambe lunghe, da poter coprire l'intera area di tiro da solo. Murasakibara è infatti una grande eccezione rispetto a molti altri atleti, ci sono infatti moltissimi giocatori alti e robusti, ma lenti, così come atleti molto rapidi, ma bassi. Murasakibara, invece, è sia veloce sia potente e la combinazione di questi due fattori gli conferisce una potenza eccezionale. Infatti, per la sua altezza, le sue braccia e le gambe sono più lunghe della media, questo gli permette di anticipare, stoppare e sopraffare facilmente quasi ogni avversario. Lo stesso Aomine ammette che anche lui avrebbe problemi a segnare contro Atsushi. In attacco a propria volta è dominante per via del suo strapotere fisico eccezionale. Grazie alla sua altezza, Murasakibara spesso non ha neanche bisogno di saltare per bloccare una schiacciata o un tiro. Anche i suoi riflessi sono estremamente sviluppati, infatti è in grado di difendere ben tre tiri consecutivi da tre avversari diversi nella stessa azione senza problemi. Fisicamente è il più alto, pesante e potente della Generazione dei Miracoli, la sua schiacciata conosciuta anche come "Martello di Thor" è così forte che può mettere al tappeto giocatori molto forti come Teppei e Kagami, durante la partita contro il Seirin (nella quale non ha neanche usato tutta la forza) ha persino abbattuto l'intera struttura del canestro con la sua micidiale schiacciata. A quanto dice Kuroko, nonostante sia il più pigro di tutti, Murasakibara è uno dei giocatori più combattivi della Generazione dei Miracoli e alle medie, quando si irritò durante una partita, realizzò oltre 100 punti da solo. Togliergli la palla è quasi impossibile per via della sua mole questo perché non deve neanche dribblare, i giocatori quando cercano di portargli via la palla e gli vanno addosso e crollano a terra a causa del suo fisico e della sua forza, è riuscito persino al solo contatto a buttare per terra tre giocatori del Seirin mentre ruotava il suo corpo a 180°. Dopo aver osservato Kiyoshi usare il Vice Claw nei rimbalzi, Murasakibara ha facilmente assimilato la tecnica sfruttando le sue mani ancor più grandi di quelle di Teppei. Proprio come Kagami è capace di eseguire l'alley-oop probabilmente anche meglio di lui potendo farlo anche voltando le spalle al canestro. Anche lui è entrato nella Zone, sebbene per pochi secondi al termine della partita col Seirin, e in quello stato si è dimostrato molto più forte e rapido di Kagami nella Zone, sebbene non sia riuscito a fermare la sua Meteor Jam. L'impegno e la passione per il basket ha sempre unito Aomine e Kuroko, al contrario quest'ultimo e Murasakibara sono sempre stati in disaccordo sul basket dato che Atsushi ritiene inutile l'impegno dato che per lui esso non può colmare il divario di forza contro il talento innato. La sua concezione della pallacanestro è totalmente diversa da quella di Midorima, quest'ultimo ad esempio ritiene che la tripla rappresenta l'apice della massima espressione del talento di un giocatore, invece Murasakibara predilige la schiacciata perché essa, in linea con la sua ideologia, può essere effettuata in maniera efficace solo da coloro che hanno prestanza e altezza. Sembra che vada abbastanza d'accordo con il suo compagno di squadra Himuro, l'unico che è stato capace di insegnargli il valore dell'impegno e della passione per il basket, tra l'altro la sconfitta contro il Seirin risveglia l'emotività di Murasakibara che addirittura piange per non aver vinto a conferma che in fondo anche lui ama il basket. È una persona piuttosto infantile, inoltre mangia in continuazione. In genere porta i capelli sciolti, solo quando inizia a giocare seriamente sceglie di annodarli. Nel match contro i Jabberwock, per rimontare, Murasakibara decide di occuparsi da solo di Silver e viene rivelato che Murasakibara non ha mai giocato al 100% delle sue possibilità per non infortunare gli avversari o i compagni di squadra. Tuttavia, contro Silver Murasakibara può usare la sua piena potenza e questo gli permette di stopparlo e di andare a canestro per ben due volte di fila usando tutta la sua forza e senza nemmeno usare la Zone. Il duello con Silver lo entusiasma al punto da sorridere proprio come Kagami e Aomine. Il suo strapotere spaventa Silver che, furioso all'idea che possa esserci qualcuno in grado di sovrastarlo, gli fa un brutto fallo che lo infortuna al braccio, impedendogli di proseguire.

La sua maglia è la n. 9, è alto 208 cm e pesa 95 kg. Il suo compleanno è il 9 ottobre (Bilancia).
È doppiato da Kenichi Suzumura (ed. giapponese), Jacopo Calatroni (ed. italiana).

### Tatsuya Himuro
Tatsuya Himuro (氷室 辰也?, Himuro Tatsuya) è colui che ha insegnato a Kagami come giocare a basket. Come Taiga, è allievo di Alex. Il suo gioco classico e i suoi movimenti raffinati incantano chi lo guarda; di lui viene detto che quando gioca, ha uno stile così bello e armonioso che "sembra danzare". Profondamente legato a Taiga, si definisce suo fratello maggiore. Dopo un periodo di crisi, dovuto al loro distacco negli Stati Uniti e a un ritrovato Kagami fortissimo, il loro legame si rinsalda più forte che mai e li ritrova amici, rivali e fratelli. Come Kagami, porta al collo un anello, simbolo della loro amicizia fraterna. È una persona gentile e tranquilla, l'unica cosa che lo fa arrabbiare è la mancanza di impegno e serietà in partita, non tollera che un giocatore di basket, specialmente quando si rivela molto forte, non gioca con il desiderio di vincere. Il suo stile offensivo potrebbe essere definito l'esatto opposto di quello di Aomine, infatti Tatsuya non fa movimenti troppo complicati o tiri azzardati, i suoi movimenti sono molto semplici e ortodossi, ma sono così fluidi e perfetti che per l'avversario è difficilissimo intuire come lui si muoverà e fermarlo, Tatsuya è stato capace, con le sue finte, di superare tre avversari del Seirin con la massima facilità, poiché le sue finte sono imprevedibili, persino Kiyoshi ammette di non essere bravo quanto lui. Per la stessa ragione, è in grado di capire quando l'avversario fa una finta. Secondo Kuroko e Aomine, è quasi alla pari con la Generazione dei Miracoli, ma non ha lo stesso talento, infatti non può entrare nella Zone, a differenza di Kagami, cosa che detesta e lo rende invidioso, perché pur essendo quasi alla pari con loro e amando il basket allo stesso livello, non dispone della stessa dose di talento che gli permetterebbe di elevarsi come loro pari. Emblematico è il fatto che quando Kagami entra nella Zone è capace di eseguire le finte persino meglio di lui. Nonostante sia una guardia tiratrice, Himuro non tira mai da tre punti, preferendo il tiro da due punti con cui può eseguire il suo tiro inarrestabile, il Mirage Shot: lui esegue il tiro in sospensione ma rilascia la palla in modo che essa ricada nelle sue mani quando l'avversario tenta di fermarla e solo dopo esegue il vero tiro, a occhio nudo sembra quasi che il tiro viene effettuato quando Himuro rilascia la palla la prima volta, Alex definisce il Mirage Shot l'esatto opposto del Meteor Jam di Kagami il quale si basa soltanto sulla potenza mentre il tiro di Himuro sulla raffinatezza. Sebbene non sia una giocata che gli piaccia eseguire, Himuro sa anche schiacciare.

### Kenichi Okamura
Kenichi Okamura (岡村 建一?, Okamura Kenichi) è il capitano del liceo Yosen. È molto possente e abile, è alto 200 cm, effettivamente il suo gioco si basa molto sulla potenza fisica, bravo sia nella schiacciata sia nel tiro dalla corta distanza, è in grado di mettere in difficoltà persino Kagami nella zona sotto canestro, è probabile che fosse lui il centro del Yosen prima dell'ingresso in squadra di Murasakibara, infatti anche Kagami ha notato che sebbene Okamura sia un'ala grande, gioca come un centro. Ha un forte spirito battagliero, invidia Himuro il quale riscuote più successo di lui con le ragazze. È uno dei giocatori che viene selezionato per gli Strky. Murasakibara, pur trovandolo scocciante, ha comunque una buona considerazione di lui, infatti durante la sua partita contro i Jabberwock è stato capace di dare pieno fondo a tutta la sua forza fisica proprio memore degli insegnamenti di Okamura.

### Wei Liu
Wei Liu (劉 偉?, Liu Wei) è uno studente cinese in scambio culturale. È alto 203 cm, in effetti Liu è il giocatore più alto della squadra dopo Murasakibara, e insieme a lui e Okamura formano il blocco difensivo del Yosen conosciuto come lo Scudo di Giada. Gioca nel ruolo di ala piccola però le sue abilità come atleta non sono molto ben definite, infatti non ha un grande impatto durante il gioco.

### Kensuke Fukui
Kensuke Fukui (福井 健介?, Fukui Kensuke) è il vicecapitano del liceo Yosen, è il playmaker della squadra, il principale contributo di Fukui durante la partita è nel saper servire dei buoni assist, Murasakibara è quello che più di tutti riesce a beneficiare dei passaggi di Fukui mettendo a segno le sue micidiali schiacciate. Tende a spazientirsi facilmente con Murasakibara trovando insopportabile il suo carattere svogliato e irriverente.

### Masako Araki
Masako Araki (荒木 雅子?, Araki Masako) è l'allenatrice della squadra, in effetti è l'unica donna in tutto il manga ad allenare una squadra di pallacanestro maschile liceale. Severa e scorbutica nei confronti di Murasakibara, alle volte arriva a impugnare anche lo shinai. È una donna giovane e bella, sembra che sia il principale motivo per cui Murasakibara abbia accettato di entrare nel liceo Yosen.

## Liceo Rakuzan
La squadra di pallacanestro del liceo Rakuzan (洛山高校?, Rakuzan Kōkō) della prefettura di Kyoto è ritenuta la più forte del Giappone, i giocatori sono atleticamente molto preparati, anche perché tra i titolari ci sono un giocatore della Generazione dei Miracoli e tre dei Generali senza corona, studiando i punti di forza e le debolezze della squadra rivale sanno come impostare il gioco per ottenere il pieno vantaggio, in attacco oltre a usufruire di passaggi molto precisi, i giocatori riescono a prevalere facilmente nello scontro individuale rivelandosi spesso immarcabili, ma ciò che li rende veramente inarrestabili è il fatto che tutti i membri in campo giocano sullo stesso ritmo in modo che in chiave offensiva si rivelano pericolosi anche con le tecniche di gioco più basilari. Quando la squadra avversaria si rivela molto forte, il Rakuzan a inizio partita preferisce un gioco più trattenuto, per poi passare la break e allungare il vantaggio, a dimostrazione di come riesce a manipolare con estrema facilità il flusso del match. Il Rakuzan raggiunge il suo massimo potenziale quando Akashi entra nella Zone migliorando l'intera coordinazione degli schemi della squadra in modo che i suoi compagni si avvicinino al 90% della Zone.

### Seijūrō Akashi
Seijūrō Akashi (赤司 征十郎?, Akashi Seijūrō) è l'ex capitano della Generazione dei Miracoli, matricola e capitano del Rakuzan. Akashi possiede grandi capacità di leadership, è un ottimo stratega e un ottimo ball-handler, oltre che molto veloce. Nonostante sia alto solo 173 cm, riesce anche a schiacciare. Il suo Emperor Eye gli permette di osservare ogni movimento del suo avversario nei minimi dettagli, incluso il battito cardiaco, la sudorazione e le contrazioni muscolari, permettendogli di prevedere la sua prossima mossa. Questa capacità gli consente di annullare ogni attacco e ogni difesa gli si pari dinanzi. Con questa dote ha perfezionato l'Ankle Break Dribble a livelli sovrumani, riuscendo a far sbilanciare e cadere l'avversario con una facilità estrema, persino Kagami nella Zone è risultato impotente contro di lui. In difesa è in grado di agire ancora prima che l'avversario faccia la sua mossa, indipendentemente dai riflessi, tanto che Aomine stesso afferma che di fronte a lui non ci possa muovere. È superbo e considera la vittoria come un elemento naturale della sua vita, tanto che Mibuchi ha spiegato che per lui vincere è naturale quanto respirare, infatti una delle sue affermazioni più ricorrenti è "poiché vinco sempre, ho sempre ragione". Tutti i suoi ex compagni della Generazione dei Miracoli lo rispettano e lo temono. Non è sempre stato un giocatore così freddo, infatti in passato gli piaceva giocare a basket e soprattutto il gioco di squadra. Fu lui a reclutare Kuroko, a intuirne il talento e a farglielo scoprire. Quando Murasakibara, però, si rifiutò di venire agli allenamenti perché non voleva seguire uno più debole di lui, quest'ultimo lo sfida a uno contro uno. Murasakibara, però, prevale facilmente e quando Akashi si rende conto di essere sul punto di perdere, per la prima volta in vita sua, lo shock lo porta a far emergere la sua seconda personalità e il suo Emperor Eye, con cui batte facilmente Murasakibara. Dopo quella vittoria, Akashi asserisce che il gioco di squadra per i Miracoli è inutile e che, finché vinceranno, potranno anche saltare gli allenamenti. Imayoshi ritiene che la cosa più spaventosa di Akashi non sia l'Emperor Eye, ma il suo modo di usarlo, infatti la maggiore dote di Akashi è la sua capacità analitica e l'eccezionale rapidità di decisione e reazione, cose che lo rendono un allenatore in campo. Quando entra nella Zone, Akashi è talmente forte da sovrastare la squadra avversaria giocando da solo sia in attacco sia in difesa. Il requisito a lui richiesto per entrare nella Zone è che i suoi compagni lo deludano così tanto da farglieli abbandonare per vincere da solo anziché comandando. In questo stato è in grado di far persino inginocchiare i suoi avversari con il suo dribbling. Akashi esce dalla Zone quando Kuroko e Kagami riescono a fermare il suo attacco e a superare la sua difesa. Perdendo tale senso di superiorità e ogni convinzione, Akashi esce dalla Zone, giocando molto male.
La seconda personalità di Akashi si sviluppò alla morte della madre, l'unica che si opponeva all'educazione paterna rigorosa che impediva ad Akashi di fare amicizie e divertirsi. La madre gli permise di iniziare a giocare a basket, sport in cui si scoprì molto portato e che decise di continuare. Akashi sviluppò così una seconda personalità ossessionata dal vincere in ogni cosa e le due si alternavano. Akashi era felice di giocare nel Teiko, ma il malore del loro buon coach e l'ascesa del vice, che metteva la vittoria sopra al gioco di squadra, e lo sviluppo dei talenti dei suoi compagni, misero in dubbio le sue capacità di mantenere la sua squadra unita come nuovo capitano. Quando Murasakibara andò vicino a sconfiggerlo, Akashi vide ogni sua speranza di divertirsi con i suoi amici svanire e così si cambiò di posto con la sua seconda personalità, poiché per continuare a giocare coi suoi compagni doveva rimanere il più forte. Desideroso di vincere contro Kuroko, Akashi torna quello di una volta. Si scoprono, così, le capacità del vero Akashi che ne fanno il playmaker perfetto. Non solo supera la doppia marcatura di Kagami e Kuroko effettuando i passaggi ai suoi compagni, ma essi sono talmente perfetti da enfatizzare le abilità di questi ultimi, al punto tale da far entrare se stesso e gli altri quattro nella Zone. Akashi usa sempre l'Emperor Eye, ma anziché permettergli di prevedere l'avversario, esso amplia la sua visione di gioco a tutto il campo, cosa che sfrutta per poter eseguire i suoi passaggi perfetti, con cui migliorare al massimo il ritmo dell'intero Rakuzan. I compagni di Akashi non sono dei geni come quelli della Generazione dei Miracoli o Kagami, quindi non possono usare il 100% delle potenzialità, ma arrivano al 90%, cioè ad un passo dalla vera Zone. Facendo questo, lo stesso Akashi entra nella Zone a sua volta.
Akashi, contro il team Jabberwock, dimostra di aver raggiunto un'intesa con la sua seconda personalità e di potersi scambiare di comune accordo con lui se necessario. Akashi dimostra anche di poter palleggiare con un eccellente stile da giocatore di streetball. L'altro Akashi prende il controllo per fermare i passaggi inarrestabili di Gold, usando la capacità di previsione dell'Emperor Eye e questo, unito alle triple di Midorima, permette alla squadra di accorciare di molto la distanza di punti. Nash, però, dimostra di possedere a propria volta un occhio simile, il Belial Eye, che gli permette di prevedere i movimenti con maggiore profondità di Akashi e non solo, ma di poter prevedere simultaneamente tutti i giocatori in campo, sia compagni che avversari, dandogli modo di anticipare ogni giocata e di eseguire l'Ankle Break su Akashi, battendolo nell'one-on-one. L'altro Akashi, alla fine, si rende conto che l'unico modo per battere Nash è far tornare l'Emperor Eye alla sua forma completa: l'Emperor Eye infatti si è diviso con Akashi, dando la capacità di previsione alla personalità alternativa e la visione dell'intero campo all'originale. L'altro Akashi, così, svanisce per sempre e Akashi torna ad avere una sola personalità, quella originale, ma dotata di un Emperor Eye completo, capace di anticipare contemporaneamente tutti i giocatori in campo, compagni e avversari, con una capacità di previsione ancora superiore a quella di Nash, che viene così battuto nell'one-on-one.

La sua maglia è la n. 4, è alto 173 cm e pesa 64 kg. Il suo compleanno è il 20 dicembre (Sagittario).
È doppiato da Hiroshi Kamiya (ed. giapponese), Mosè Singh (ed. italiana)

### Kotarō Hayama
Kotarō Hayama (葉山 小太郎?, Hayama Kotarō) è uno dei Generali senza Corona, in apparenza sembra una persona timorosa, maldestra e insicura (tanto che i suoi compagni di squadra lo trovano irritante) ma quando gioca e trova il pieno autocontrollo diventa agguerrito e competitivo. Prima dell'inizio della partita ha l'abitudine di tenere in equilibrio la palla sulla fronte. La sua specialità è il palleggio, il suo controllo di palla è di così alto livello da permettergli di eseguire dei rapidissimi crossover. Questa sua tecnica viene definita dribbling fulmineo, gli è stato dato il soprannome di Raiju (雷獣?, Raijū). Hayama ha tre livelli di velocità, basati sul numero di dita che usa per palleggiare. Muove la palla talmente velocemente da far sembrare che scompaia agli occhi del suo avversario. Persino quando palleggia con solo tre dita, il rumore che provoca sbattendo sul parquet il pallone è tale da essere particolarmente forte anche per le persone che si trovano tra gli spalti, suggerendo che abbia una forza fisica ben superiore a quella che il suo aspetto suscita. È molto ostico anche in difesa, infatti pure lui dispone dell'Istinto Animale, come Kagami e Aomine. Quando Kagami è fuori dalla Zone, nell'one-on-one Hayama gli tiene saldamente testa, pur essendo, per sua stessa ammissione, un giocatore inferiore a livello complessivo e potenziale. Quando sfrutta il dribbling fulmineo con cinque dita, Hayama deve iniziare a muoversi ancora prima di iniziare il palleggio, perché la velocità della palla è tale che non potrebbe afferrarla se partisse simultaneamente al palleggio. Viene spiegato che questa tecnica è simile alla capacità di ritardare la giocata di Teppei, poiché l'avversario, per poterlo fermare, deve anticipare il movimento seguendo il corpo, ma se ciò avviene Hayama, che deve ancora far partire il palleggio, può semplicemente cambiare direzione ed eludere la marcatura. A questa velocità anche l'Eagle Spear di Izuki è inutile.

### Reo Mibuchi
Reo Mibuchi (実渕 玲央?, Mibuchi Reo) era un giocatore molto forte e di talento nella scuola media, ma è stato oscurato dalla generazione dei Miracoli. In questo modo si guadagnò il titolo di uno dei cinque Generali senza Corona. Noto come Yasha (夜叉?, Yasha) è molto abile nei tiri da tre punti. Reo è un ragazzo molto gentile e rilassato, ma critica gli altri se si comportano in modo sconveniente. È omosessuale, cosa che ha ammesso alle superiori. I suoi tiri sono molto particolari e pericolosi. Il "cielo" consiste nel fare un grandissimo salto all'indietro per poi tirare, l'altezza e la distanza a cui si trova quando tira rendono assai difficile bloccare questo tiro. La "terra" consiste nel fintare un tiro in sospensione, così quando l'avversario salta, lui fa altrettanto e gli sbatte addosso, tirando poi a canestro e guadagnandosi un tiro libero oltre i tre punti appena realizzati. Per sua stessa ammissione, non è un tiro che può usare spesso, perché molto difficile. Il "vuoto" è il suo tiro migliore e, quando salta, l'avversario perde tutta la forza nelle gambe e non riesce nemmeno a saltare per opporre resistenza, lasciando a Reo la possibilità di tirare praticamente indisturbato. Il segreto consiste nella preparazione, in quanto Reo si piega molto più del normale con le gambe, in questo modo il momento del salto è ritardato e l'avversario, che piega le gambe in modo normale per bloccare il tiro, si ritrova ad avere le gambe in procinto di saltare mentre Reo deve ancora farlo, portando tutta la spinta ad esaurirsi istintivamente e permettendo a Reo di saltare senza che nessuno lo interrompa. Anche se l'avversario saltasse, inoltre, sarebbe inutile perché Reo potrebbe sempre decidere di variare e usare la terra o semplicemente proseguire col tiro, perché comunque il suo diretto marcatore starebbe già atterrando quando lui fosse stato al momento del tiro. Hyūga si è basato sullo stile di tiro di Reo per elaborare il proprio.

### Eikichi Nebuya
Eikichi Nebuya (根武谷 永吉?, Nebuya Eikichi) è anch'egli uno dei Generali senza Corona. Il suo ruolo è quello di pivot, ma in passato giocava come power forward. Classico centro molto forte fisicamente, è in grado si esegueri delle schiacciate molto vigorose, Nebuya basa tutto il suo gioco sulla sua imponente massa muscolare ed è deciso a dimostrare che, nel basket, solo essa conta e non la tecnica o la velocità. La sua forza fisica straripante gli ha valso il soprannome di Forza Erculea (剛力?, Gōriki). Lo stile di Nebuya è di usare sempre tutta la forza muscolare che possiede per qualsiasi tipo di contrasto, in questo modo l'avversario, dovendosi confrontare continuamente col suo fisico tanto ostico e pesante, finisce con l'esaurire le energie ben prima del termine della partita, cosa che gli garantisce un assoluto dominio da un certo punto in poi. Non è al livello di Murasakibara ma (come viene sottolineato da Okamura) durante le azioni riesce a ottimizzare meglio di lui la postura del suo corpo, è ed ciò che gli consente di sfruttare al meglio tutta la sua forza. A detta di Akashi riesce a saltare talmente in alto che è pienamente in grado di competere con Kagami in elevazione. Nonostante la sua enorme forza, però, viene sopraffatto da Teppei quando quest'ultimo smette di controllarsi per evitare di infortunarsi irrimediabilmente al ginocchio. La rivalità tra Teppei e Nebuya risale ai tempi delle scuole medie, Teppei fu il primo a batterlo. Nebuya è molto volgare, quando dà le pacche sulle spalle ai compagni lo fa così forte da far male e mangia tantissimo prima di una partita, dicendo che la sua efficacia in campo dipende da quanto mangia, tanto che supera anche Kagami in fatto di cibo.

### Chihiro Mayuzumi
Chihiro Mayuzumi (黛 千尋?, Mayuzumi Chihiro) è uno studente del terzo anno, gioca come ala grande, è il sesto giocatore ombra del Rakuzan, questo perché, proprio come Kuroko è capace di usare la Misdirection, avendo sviluppato questa capacità dietro consiglio di Akashi, infatti se proprio quest'ultimo aveva scoperto il talento di Kuroko alle scuole medie, in maniera analoga capisce che Mayuzumi può imitare il gioco di Kuroko, essendo infatti un giocatore nella media, non dotato di straordinarie abilità, proprio come Kuroko passa inosservato sfruttando la Misdirection. Solo al terzo anno ottiene la promozione a giocatore titolare, già tentato di voler abbandonare la squadra così come molti altri suoi compagni per via dei duri allenamenti, viene convinto da Akashi a rimanere in squadra dopo averne individuato l'utilità in partita. È piuttosto egocentrico, infatti non gioca per solidarietà, ma solo perché è in cerca di una rivalsa personale volendo riscattare gli anni in cui è stato ignorato dai suoi compagni di squadra, specialmente ora che per merito di Akashi può giocare da titolare, in particolare sembra che Nebuya sia tra tutti quello che lo apprezza di più. In sostanza la differenza tra Kuroko e Mayuzumi è che quest'ultimo è più bravo nei fondamentali, anche per questo all'inizio viene definito una versione migliore di Kuroko, egli però si rivela un giocatore migliore dato che possiede una tecnica più versatile oltre ad avere più visione di gioco. È un amante delle light novel.

### Shōta Higuchi
Shōta Higuchi (樋口 正太?, Higuchi Shōta) ricopre il ruolo di manager della squadra, ma in realtà è pure lui un giocatore di pallacanestro, è facile immaginare, alla luce del talento di Akashi, Nebuya, Mibuchi e Hayama, come sia stato praticamente impossibile per lui trovare spazio nella formazione titolare della squadra. Non lo si è mai visto in azione, infatti le sue abilità sono ignote, ma dato che è stato inserito negli Strky si può presumere che abbia molto talento.

### Eiji Shirogane
Eiji Shirogane (白金 永治?, Shirogane Eiji) è l'allenatore della squadra del liceo Rakuzan. Si presenta come una persona seria e distinta, la fiducia che ripone in Akashi è pressoché assoluta, tanto da permettergli a livello putativo di rivestire il ruolo di coach, e non solo quello di capitano e trascinatore. Come lo stesso Shirogane ammette, per via di Akashi la sua presenza come allenatore è inutile.

## Altri team

### Liceo Fukuda Sōgō
Squadra di Shizuoka, è team molto valido con tutti buoni giocatori.

#### Shōgo Haizaki
Shōgo Haizaki (灰崎 祥吾?, Haisaki Shōgo), coetaneo di Kuroko, alle medie giocava nella squadra del Teikō. Era il titolare nel ruolo di ala piccola prima di Kise. Quando era ancora in squadra Kise lo ha sfidato diverse volte in un one-on-one, ma è sempre stato sovrastato dalla capacità di Haizaki. Haizaki non è forte come la Generazione dei Miracoli, ma si avvicina al loro livello e, stando alle sue statistiche, è molto probabilmente superiore ai Generali senza Corona. Il gioco di Haizaki è molto aggressivo, individualista e, se necessario, scorretto. Haizaki, sin dalle medie, si faceva facilmente coinvolgere in risse e ogni tanto trascurava gli allenamenti e le partite, preferendo uscire con le ragazze, inoltre non ha mai rispettato nessuno dei suoi compagni di squadra, parlando con tono arrogante e presuntuoso. Quando Akashi diventa capitano, decide di buttare fuori dalla squadra Haizaki, diventato ormai troppo problematico per via del suo comportamento. Akashi lo espelle dal team dicendogli che prima o poi Kise lo avrebbe superato e di non voler vedere il suo orgoglio restare ferito da questo. Haizaki accetta la decisione e smette di giocare a basket, sport che comunque non gli è mai davvero piaciuto e giocava solo perché era bravo. Quando Kuroko cerca di convincerlo a restare, Haizaki lo avverte che chi resterà in squadra potrebbe fare una fine peggiore della sua, alludendo che Akashi sia un mostro. Poco tempo dopo i suoi ex compagni ricevono la nomea di Generazione dei Miracoli e la loro fama lo irrita, soprattutto perché anche Kise viene ritenuto tale pur non avendolo mai battuto. La rabbia e l'invidia lo spingono a tornare a giocare a basket alle superiori, deciso a sconfiggere i Miracoli e a prendersi quel titolo per sé. Haizaki ha un talento speciale molto simile a quello di Kise. Come quest'ultimo, infatti, è capace di imparare qualsiasi tecnica di gioco dopo averla vista una sola volta ma, diversamente da Kise, la riproduce alterandone il ritmo, in modo che quando il giocatore originale lo guarda ne venga disorientato, non riuscendo più ad eseguire la propria mossa durante la partita. Per questo l'abilità di Haizaki non viene definita come "copiare", ma come "rubare". A causa di questo durante la partita Haizaki diventa sempre più forte, mentre i giocatori avversari si indeboliscono sempre di più. Nei quarti di finale della Winter Cup gioca contro il Kaijo di Kise, massacrando quest'ultimo in campo grazie alla sua capacità speciale e portando in vantaggio costante la propria squadra rubando tutte le tecniche copiate da Kise in precedenza. Quando Kise, però, usa la Perfect Copy per usare le tecniche degli altri Miracoli, Haizaki subisce una pesante sconfitta, non essendo capace di rubare le abilità dei Miracoli (non avendo la stessa quantità di talento). Tentando di vincere aggrava l'infortunio di Kise al piede e cerca di segnare il punto della vittoria, ma Kise resiste e, dopo averlo fermato, sigla il punto finale. Haizaki decide di picchiare Kise dopo la partita per vendicarsi, ma Aomine lo raggiunge e, quando Haizaki lo sfida a fermarlo con le cattive, lo stende con un pugno. Secondo Momoi, Haizaki potrebbe esser stato contento che Aomine l'abbia fermato, poiché un tempo erano stati comunque compagni di squadra. Haizaki, come Momoi e i cinque Miracoli, contiene nel suo cognome un riferimento al colore dei suoi occhi e dei capelli. "Hai" di Haizaki, infatti, vuol dire "cenere, lo stesso colore dei suoi occhi e dei suoi capelli (sebbene alle superiori si sia tinto i capelli di nero).

La sua maglia è la n. 6, è alto 188 cm.

### Liceo Seiho
La squadra di pallacanestro del liceo Seiho (正邦高校?, Seihō Kōkō) basa il suo gioco su una difesa incredibilmente efficace, pressante e sfiancante infatti il loro schema difensivo è ritenuto il migliore di tutta la prefettura di Tokyo. Tra i suoi membri non ci sono dei veri talenti ma ogni giocatore usa le basi delle antiche arti marziali nel namba run per ridurre al minimo l'affaticamento muscolare riuscendo così ad effettuare un forte pressing per tutta la durata della partita, i loro attaccanti non sono particolarmente forti, ma sfruttano passaggi rapidi in modo che ogni giocatore riduca al minimo il possesso palla.

#### Tsutomo Iwamura
Tsutomo Iwamura (岩村努?, Iwamura Tsutomu) è il mastodontico centro del Seiho, oltre che capitano, studente del terzo anno. Il suo gioco si basa principalmente sulla forza e la prestanza fisica, oltre a eseguire bene la schiacciata, riesce a difendere a una velocità impressionante. Ragazzo che gioca con orgoglio e impegno, anche se è un po' presuntuoso, preferisce non sottovalutare i suoi avversari.

La sua maglia è la n. 4 ed è alto 187 cm.
È doppiato da Kiyohito Yoshikai (ed. giapponese), Andrea Moretti (ed. italiana).

#### Ryūhei Kasuga
Ryūhei Kasuga (春日隆平?, Kasuga Ryūhei) è il playmaker, pilastro del liceo Seiho. Fa spesso dei versi che non hanno alcun significato. Niente sembra impensierirlo, anche quando il gioco si fa difficile sul volto ha sempre un sorriso arrogante. Ciò che rende insidioso il suo dribbling è che all'apparenza sembra non fare nessuno sforzo nei movimenti, per poi sorprendere l'avversario con uno scatto veloce, inoltre riesce a fare canestro eseguendo perfettamente lo scoop shot.

La sua maglia è la n. 5 ed è alto 179 cm.
È doppiato da Yūki Hayashi (ed. giapponese), Davide Farronato (ed. italiana).

#### Tomoki Tsugawa
Tomoki Tsugawa (津川智紀?, Tsugawa Tomoki) è una matricola e guardia tiratrice della squadra. Tsugawa è un grandissimo difensore, viene ritenuto sullo stesso livello di Hayakama e Nakamura del Kaijō. Al tempo delle medie riusciva a fermare Kise sebbene egli fosse ancora molto inesperto. Riesce a mettere una pressione incredibile al giocatore che deve difendere e gli piace farlo sfiancare dalla fatica. Dice sempre tutto ciò che pensa, esprimendo con disinvoltura ogni suo stato d'animo.
La sua maglia è la nº 10.
È doppiato da Kiyotaka Furushima (ed. giapponese), Gianandrea Muià (ed. italiana).

#### Yoshikasu Ōmurō
Yoshikasu Ōmurō (大室 義一?, Ōmurō Yoshikazu) è uno dei titolari, al pari di Iwamura anche lui sembra non sopportare molto l'esuberanza di Tsugawa, pur apprezzando che quest'ultimo si impegni in partita Ōmurō preferisce incoraggiarlo a giocare in modo più trattenuto per conservare le energie in fase più avanzata.
La sua maglia è la n. 8.
È doppiato da Alessio Talamo (ed. italiana)

#### Kenjirō Sakamoto
Kenjirō Sakamoto (坂本 健二郎?, Sakamoto Kenjirō) è giocatore che non ha molto presenzialità, in effetti lui e Ōmurō sono gli elementi più deboli del quintetto del Seiho, sia in attacco che in difesa non sembra dare molto giovamento nel gioco.
La sua maglia nº 7.

#### Matsumoto Yukinori
Matsumoto Yukinori è l'allenatore della squadra del Seiho, non tollera atteggiamenti presuntuosi o superficiali, è ben consapevole che nella sua squadra scarseggiano i giocatori dotati di vero talento, ed è per questo che esige che giochino con umiltà senza prendere sotto gamba gli avversari.

### Liceo Shinkyō

#### Tanimura Yūsuke
Yūsuke Tanimura (谷村 祐介?, Tanimura Yūsuke) è il capitano della squadra del liceo Shinkyō. È ben consapevole del basso livello collettivo della sua squadra, anche per questo non si fa problemi ad affidare l'esito della partita solo alle capacità del suo compagno Papa dato che dal suo punto di vista non c'è nulla di sbagliato se una squadra si affida unicamente a un solo giocatore di talento.
La sua maglia è la n. 4.
È doppiato da Hiro Shimono (ed. giapponese), Lorenzo Briganti (ed. italiana).

#### Papa Mbaye Siki
Papa Mbaye Siki (パパ ンバイ ツキ?, Papa Nbaye Shiki) è uno studente venuto dal Senegal per questioni sportive al liceo Shinkyō. Possiede un buon tiro libero, inoltre grazie all'apertura delle sue braccia può intercettare senza problemi il tiro di un avversario afferrando la palla, però facendo troppo affidamente solo sulla sua statura la tecnica di gioco risulta poco raffinata, nonché sbrigativa e superficiale, a detta di Hyūga non sarebbe capace di competere con Murasakibara. Anche grazie a lui il Seirin capisce che il talento di Kagami è il salto.

La sua maglia è la n. 5 e ricopre il ruolo di centro; è alto 2 metri e pesa 87 kg.
È doppiato da Subaru Kimura (ed. giapponese), Francesco De Angelis (ed. italiana).

### Liceo Kirisaki Daiichi
La squadra di pallacanestro del liceo Kirisaki Daiichi (霧崎第一高校?, Kirisaki Dai-ichi Kōkō) della prefettura di Tokyo è un team temibile, non tanto per la qualità del gioco, ma per la propensione a ottenere la vittoria con la prevaricazione, commettendo falli intenzionali in modo da farli sembrare casuali, in media in tutte le loro partite almeno una volta un giocatore avversario subisce un danno fisico. Il gioco del Kirisaki Daiichi si basa soprattutto sul contropiede rubando palla interferendo nella linea di passaggio, questa tattica può essere usata solo quando si studia con attenzione la dinamica di gioco della squadra rivale.

#### Makoto Hanamiya
Makoto Hanamiya (花宮 真?, Hanamiya Makoto) è capitano, coach, uno dei Generali senza corona, conosciuto per la sua scorrettezza in gioco. Alle medie andava nella stessa scuola di Imayoshi, ed è l'unico dotato di un quoziente intellettivo paragonabile al suo. Hanamiya, infatti, è un vero genio e ha sempre preso il massimo dei voti senza mai studiare. Hanamiya è un ottimo playmaker, con grande visione di gioco ed è uno specialista nel rubare la palla agli avversari. La sua percentuale si alza considerevolmente col progredire della partita perché memorizza e analizza tutte le linee di passaggio della squadra avversaria, intuendo le loro intenzioni. Oltre a questo, quando schiera Seto nel ruolo di centro, l'unico abbastanza intelligente da stare dietro alle sue intenzioni e di consentirgli di negare le opzioni di passaggio migliori, è in grado di rubare il 100% dei palloni, di fatto neutralizzando l'intero attacco avversario. La sua scorrettezza per lui non è semplicemente un modo per vincere, Hanamiya infatti si diverte a distruggere i sogni e le speranze dei suoi avversari, ricavandone puro piacere. Per lui vincere è secondario rispetto a questo. Per questo ha causato un grave infortunio a Kiyoshi al primo anno delle superiori e, al secondo anno, ha cercato di aggravarne le condizioni fino a volergli rompere la gamba, eventualità evitata grazie a Riko che lo ha sostituito prima. Hanamiya, a causa delle palle rubate e delle sue scorrettezze, viene drasticamente sottovalutato quando si muove in attacco, ma in realtà è un ottimo tiratore, tanto da poter facilmente segnare tirando la palla con una mano sola. Hanamiya e Imayoshi sono tra i pochissimi spettatori del match tra Seirin e Rakuzan a capire a fondo le strategie messe in atto da Akashi durante il match.

La sua maglia è la n. 4, è alto 179 cm.

#### Kōjirō Furuhashi
Kōjirō Furuhashi (古橋 康次郎?, Furuhashi Kōjirō) è l'ala piccola della squadra, studente del secondo anno, è spietato quanto Hanamiya, ma se quest'ultimo prova goduria nell'infliggere dolore (sia fisico che emotivo) ai suoi avversari, Furuhashi non prova nessuna emozione, il suo comportamento è ai limiti della sociopatia, il suo sguardo è spento, non fa trasparire nessuna emozione.
La sua maglia è la n. 7, è alto 186 cm.

#### Kazuya Hara
Kazuya Hara (原 一哉?, Hara Kazuya) è l'ala grande della squadra, studente del secondo anno, probabilmente è l'attaccante più forte del Kirisaki Daiichi dopo Hanamiya, è molto sicuro dei suoi mezzi, sebbene non sia dotato di capacità degne di considerazione. I suoi occhi sono sempre coperti dai suoi capelli, inoltre mastica sempre un chewing gum.
La sua maglia è la n. 10, è alto 188 cm.

#### Kentarō Seto
Kentarō Seto (瀬戸 健太郎?, Seto Kentarō) è il centro della squadra, studente del secondo anno, i suoi compagni preferiscono non farlo partire da titolare, non presta molta attenzione alle partite tanto che, sia sugli spalti che sulla panchina, preferisce dormire indossando una maschera da notte. Quando dorme la sua pettinatura è scompigliata, ma quando si sveglia la sistema con del gel per capelli. Ha un neo molto evidente in mezzo alla fronte. Tra i suoi compagni di squadra, pare quello che più tra tutti ha fiducia nel suo capitano Hanamiya.
La sua maglia è la n. 5, è alto 190 cm.

#### Hiroshi Yamazaki
Hiroshi Yamazaki (山崎 弘?, Yamazaki Hiroshi) è un giocatore dalle scarse capacità, a prescindere dalla tattica del Kirisaki Daiichi lui non usa necessariamente mosse fallose. Si arrabbia facilmente con i suoi compagni di squadra quando si rivelano negligenti o inaffidabili, inoltre più il suo avversario si rivela abile è più si innervosisce.
La sua maglia è la n. 8.

### Liceo Josei
La squadra di pallacanestro del liceo Josei (丞成高校?, Jōsei Kōkō) è composta da giocatori che non possiedono un alto livello di gioco, sia in attacco che in difesa non usano schemi giovevoli, è infatti una squadra di medio livello, non all'altezza delle più forti della prefettura di Tokyo come il Seirin e il Tōō.

#### Yōhei Kawase
Yōhei Kawase (川瀬 陽平?, Kawase Yōhei) è il capitano della squadra, studente del terzo anno, il suo ruolo è quello di guardia tiratrice. Persona piuttosto baldanzosa, cosa che lo porta a sottovalutare i suoi avversari. Non bada molto ai comportamenti di Narumi per quanto indecorosi essi siano.
La sua maglia è la n. 4, è alto 182 cm.

#### Daisuke Narumi
Daisuke Narumi (鳴海 大介?, Narumi Daisuke) è il centro della squadra, matricola del primo anno. Amante delle riviste pornografiche e della musica heavy metal. Riko prova per lui una forte avversione dato che Narumi non la ritiene una ragazza con sex appeal. Benché fosse ritenuto la stella nascente del liceo Josei, in quanto a tecnica non è nemmeno lontanamente all'altezza di Teppei.
La sua maglia è la n. 9, è alto 194 cm.

#### Masahiro Tsubuku
Masahiro Tsubuku (津布久 正浩?, Tsubuku Masahiro) gioca come ala grande, studente del terzo anno. Al contrario del suo capitano Kawase lui sembra decisamente meno comprensivo nei riguardi di Narumi e dei suoi atteggiamenti fin troppo sconvenienti.
La sua maglia è la n. 7, è alto 188 cm.

#### Hiroshi Sakuma
Hiroshi Sakuma (佐久間 洋?, Sakuma Hiroshi) ricopre il ruolo di ala piccola, studente del terzo anno, quando difende tentando di ostacolare l'avversario che ha il possesso palla, fa uso della doppia marcatura. Non è un giocatore con capacità degne di nota.
La sua maglia è la n. 5, è alto 187 cm.

#### Kazuki Tōyama
Kazuki Tōyama (遠山 和樹?, Tōyama Kazuki) gioca nel ruolo di playmaker, le sue abilità come atleta sono praticamente sconosciute dato che non è un giocatore di rilievo, infatti in linea con il resto dei suoi compagni di squadra dello Josei, Tōyama è un atleta di basso livello.
La sua maglia è la n. 12, è alto 175 cm.

### Jabberwock
I Jabberwock (チームジャバウォック?, Chīmu Jabauokku) sono la migliore squadra statunitense di streetball, il loro livello di gioco è una minaccia persino per gli atleti della NBA. I giocatori sono sullo stesso livello della Generazione dei Miracoli (probabilmente superiore) per loro è impossibile sbagliare anche solo un canestro questo perché la padronanza che hanno dei fondamentali è pressoché assoluta. In attacco usano un gioco molto aggressivo, aiutati anche da passaggi veloci con cui superare facilmente la linea difensiva avversaria. I Jabberwock sono capaci di dominare un match anche senza spingere al massimo delle loro forze, usando il loro pieno potenziale solo quando lo ritengono opportuno, il loro attacco non è volto solo al fine di allungare il più possibile il vantaggio, ma anche di affaticare i giocatori avversari che infatti per sostenere lo straordinario ritmo dei Jabberwock si stancano con facilità, inoltre vantando una resistenza fisica impressionante, possono sostenere un intero match senza effettuare sostituzioni.

#### Nash Gold Jr.
Nash Gold Jr. (ナッシュ・ゴールド・Jr（-ジュニア）?) è il playmaker, nonché capitano dei Jabberwock, ha le braccia tatuate, è una persona dalle due facce: fuori dal campo è tranquillo ed educato, ma durante il match diventa estremamente arrogante, strafottente e presuntuoso, oltre che sadico nel vedere i suoi avversari disperarsi, inoltre non è affatto sportivo ne è un esempio il suo linguaggio ingiurioso nei confronti di Kasamatsu dopo aver sconfitto la sua squadra. Il suo stile di gioco è estremamente efficace, viene infatti chiamato Il Mago (魔術師（マジシャン） ?, Majishan), grazie alla sua incredibile abilità nella gestione della palla. Il suo palleggio, infatti, è assai veloce oltre ad unirlo con i movimenti dello streetball, tanto da far sembrare che la palla scompaia ed è estremamente preciso nei passaggi. Una delle sue abilità più notevoli sono passaggi senza alcun movimento preliminare. In pratica, Gold è in grado di passare la palla senza mettersi in alcuna posizione di passaggio. Visto che nel basket è essenziale muoversi d'anticipo leggendo i movimenti preliminari dell'avversario per intercettare la palla, i suoi passaggi sono impossibili da bloccare per chi lo marca e da intercettare per tutti gli altri giocatori avversari, che vedono il pallone solo quando è già arrivato tra le mani del destinatario. Persino Kise, Murasakibara e Aomine non riescono a vedere il passaggio prima che sia già stato portato a termine. Nash ha anche un grande carisma, essendo capace di far calmare persino Silver con uno sguardo. Come affermato dallo stesso Akashi, le capacità di Nash limitano il suo Emperor Eye, impedendogli di fare i suoi passaggi perfetti per far entrare i compagni nella Zone. Nash preferisce dare più spazio agli altri attaccanti, ma anche lui in realtà è un buon finalizzatore, è anche in grado si eseguire la schiacciata. La sua arma più pericolosa, comunque, è il Belial Eye con cui è capace di prevedere il futuro di un passo avanti rispetto ad Akashi e il suo Emperor Eye e, a differenza di quest'ultimo, non prevede le mosse di un solo giocatore alla volta, ma ha una visione dell'intero campo e può prevedere tutti i giocatori, sia compagni che avversari. Effettivamente solo quando Akashi risveglia l'Emperor Eye riesce a superare Nash, infatti, con l'Emperor Eye completo ottiene la stessa capacità di Nash di prevedere tutti i giocatori sul campo, ma gli rivela anche che lui è in grado di vedere ancora più in avanti nel futuro perché prevedendo i movimenti di compagni e avversari è in grado di determinare il modo migliore con cui andare a canestro. Nonostante la sua sfrenata arroganza, sa accettare la sconfitta con rassegnazione, infatti quando i Vorpal Swords li battono ammette che i loro avversari sono stati più forti.

#### Jason Silver
Jason Silver (ジェイソンシルバー?) è il centro del team. Ha un talento mostruoso, il suo corpo è straordinario ed è stato definito "il corpo costruito da Dio". Silver, infatti, non si allena mai, preferendo uscire con le donne dando prova di essere una persona lasciva (questo aspetto del suo carattere viene messo più in evidenza nel manga che nell'anime). Ha un piercing sul labbro inferiore. Ama uscire a divertirsi, bere, ma nonostante tutto il suo corpo è perfettamente allenato. Non dà retta a nessuno e tratta tutti con arroganza, a parte Gold, l'unico che rispetta. Jason è più alto e pesante di Murasakibara, ma la cosa più sconcertante è che, oltre a questo, ha più forza fisica dello stesso Murasakibara (alto 210 cm e pesa 115 kg) è più agile di Aomine e salta più in alto di Kagami. Giocatore che può essere definito perfetto, micidiale sia in attacco che in difesa, è in grado di fermare i suoi avversari impedendo loro di fare canestro con le sue vigorose stoppate, oltre a saper eseguire delle potenti schiacciate: la sua enorme forza gli permette di fare persino una schiacciata Windmill dalla linea del tiro libero con due mani, cosa che Kagami non ha mai neanche pensato di fare. Riesce facilmente a superare Aomine in velocità nel one-on-one. È stato capace di bloccare un alley-oop di Kuroko a Kagami con la Misdirection perfettamente funzionante grazie ai suoi riflessi. Silver, infatti, è dotato (come Kagami, Aomine e Hayama) dell'Istinto Animale. Tuttavia il suo sviluppo dei cinque sensi e i suoi riflessi sono completamente su un altro livello rispetto agli altri, infatti è l'unico il cui istinto non viene paragonato a quello di un felino, bensì a quello di un T-Rex. È talmente sicuro della sua superiorità atletica da perdere la testa davanti ad avversari capaci di metterlo in difficoltà, infatti lui non accetta la sconfitta, arrivando a diventare persino falloso quando lo ritiene necessario.

#### Allen
Allen (アレン?, Aren) è la guardia tiratrice, indubbiamente l'attaccante più forte dei Jabberwock dopo Nash e Silver, giocatore di talento, anche Hyūga ammette che lui gli è superiore, sapendo sfruttare una tecnica molto simile al Barrier Jumper ma decisamente più efficiente di quella di Hyūga dato che quando scatta all'indietro è in grado di tirare la palla senza nemmeno dover piegare le ginocchia, questo perché diversamente da Hyūga, ha più esplosività nei movimenti. Ha un buon controllo di palla tanto da poterla persino far passare da sotto la sua maglia durante il palleggio. Sulla fronte porta una fascia bianca.

#### Nick
Nick (ニック?, Nikku) è forse il giocatore meno arrogante della squadra, infatti è quello più impressionabile, specialmente quando la squadra rivale si dimostra piuttosto competitiva. È capace di fare canestro sia con i tiri liberi che in terzo tempo, ma ci riesce più facilmente quando è smarcato, infatti la sua tecnica di gioco è decisamente approssimativa.

#### Zack
Zack (ザック?, Zakku) è probabilmente quello che potrebbe essere definito il giocatore meno capace dei Jabberwock, è alto e ha un fisico roccioso, inoltre sotto canestro dimostra di avere una buona elevazione, ma non è molto abile nelle coperture difensive né tanto meno nelle marcature, il suo gioco in difesa è abbastanza facile da eludere.

## Personaggi secondari

### Kōzō Shirogane
Kōzō Shirogane (白金 耕造?, Shirogane Kōzō) era l'allenatore della squadra di basket della scuola media Teikō, è stato lui ad allenare la Generazione dei Miracoli durante i loro primi due anni all'istituto, è un uomo gentile, ma è anche un allenatore esigente, raramente però partecipa agli allenamenti, delegando quasi tutto il lavoro al suo vice Sanada. Shirogane è soprattutto un supporto emotivo per i suoi atleti, ne è la prova il fatto che, quando Aomine dava i primi segni di crisi dovuti alla sua incapacità di gestire bene il suo talento sempre più incontenibile, Shirogane è stato in principio l'unico che comunque fosse capace di aiutarlo a non rinunciare al suo impegno e alla sua passione per il gioco. In seguito si scopre che il motivo per cui non allenava più direttamente la squadra, era dovuto ai suoi problemi di salute, viene infatti colpito da un malore, sopravvive ma si vede costretto a ritirarsi lasciando il suo posto a Sanada, effettivamente il ritiro di Shirogane dal Teikō è stato il motivo principale che ha portato il gruppo della Generazione dei Miracoli a diventare sempre più disuniti, dato che Sanada al contrario del suo predecessore non è stato capace di venire incontro alle loro esigenze emotive portandoli solo a diventare freddi e arroganti.

### Naoto Sanada
Naoto Sanada (真田 直人?, Sanada Naoto) è l'allenatore della prima squadra di basket del Teikō, in realtà per autorità lui è secondo a Shirogane che però a causa delle sue cattive condizioni di salute ormai partecipava sempre più raramente alla preparazione della squadra, per poi subentrare completamente a lui quando viene colpito da un malore, pur sopravvivendo. Purtroppo diversamente da Shirogane, lui non è stato capace di essere una guida per la Generazione dei Miracoli infatti Sanada non era capace di bilanciare il loro straripante talento con lo spirito di abnegazione, in particolare il primo evidente errore che ha commesso è stato quello di dare a Aomine il permesso di rinunciare agli allenamenti, cosa di cui lo stesso Sanada si è subito pentito avendolo così trasformato in un ragazzo distaccato e irrequieto. Sebbene Sanada non fosse d'accordo nel concedere troppo spazio alla Generazione dei Miracoli è stato costretto dai suoi superiori a farli giocare quasi sempre da titolari in modo che attraverso di loro l'immagine del Teikō ne potesse giovare il più possibile. Ormai anche Sanada si era reso conto che la Generazione dei Miracoli non aveva più avversari in grado di metterli in difficoltà, tanto che erano pienamente capaci di gestire ogni partita senza il minimo problema, infatti Sanada è arrivato ad ammettere che la sua presenza come allenatore era solo simbolica, in quanto lui non era di nessun aiuto ai suoi atleti.

### Shūzō Nijimura
Shūzō Nijimura (虹村 修造?, Nijimura Shūzō) era il capitano della squadra di basket del Teikō, di un anno più grande rispetto a Kuroko, Haizaki e alla Generazione dei Miracoli, non aveva il loro talento ma era comunque un ottimo giocatore tanto che prima del loro ingresso nel Teikō, Nijimura era considerato l'atleta più forte nel panorama della pallacanestro delle scuole medie. Caratterialmente è molto simile ad Akashi, è un ragazzo serio e ligio alle responsabilità, alle volte arriva anche a ricorrere alle maniere forti, tanto da rivelarsi uno dei pochi capaci di rimettere in riga Haizaki. Per lui è importante che tra i compagni di squadra esista non solo cooperazione, ma anche rivalità, in modo che ognuno metta sempre il pieno impegno con la consapevolezza che un giocatore titolare possa perdere la sua posizione in favore di un altro suo compagno se non si dimostra all'altezza, forse è per questo che non si è mai mostrato invidioso della Generazione dei Miracoli benché a causa dello loro netta superiorità è stato costretto a diventare solo una riserva. Rinuncia in anticipo al suo ruolo di capitano cedendolo ad Akashi, non solo perché egli è un giocatore più forte di lui, ma anche per avere più tempo da dedicare al padre, gravemente malato. Non è mai stato asserito se, dopo aver lasciato il Teikō, Nijimura abbia continuato a giocare a basket. Lui e Teppei sono buoni amici.

### Shigehiro Ogiwara
Shigehiro Ogiwara (荻原 シゲヒロ?, Ogiwara Shigehiro) è un amico di vecchia data di Kuroko, era con lui che in principio si allenava quando quest'ultimo iniziò a praticare il basket. Separati dall'iscrizione a due diverse scuole medie (Kuroko ha frequentato il Teikō mentre Ogiwara il Meikō) i due si erano ripromessi che un giorno si sarebbero affrontati in una partita di basket con le divise delle loro rispettive scuole. Ciò non è mai accaduto, proprio quando le due squadre erano in finale Kuroko non ha potuto prendere parte alla partita dato che durante la semifinale era stato colpito da un suo avversario e per via delle sue pessime condizioni è stato costretto a non partecipare all'ultima partita. Ogiwara e i suoi compagni, totalmente inermi davanti alla forza della Generazione dei Miracoli persero la partita con un distacco di cento punti, ma non è stato questo a rendere umiliante la sconfitta quanto il fatto che gli avversari concessero al Meikō l'ultimo canestro nei secondi finali, in modo che sul tabellone il punteggio fosse solo di cifre da 1 infatti per gioco, a dimostrazione del fatto che non solo i loro avversari non li impensierivano ma che potevano manipolare la partita senza la minima difficoltà, avevano fatto sì che il risultato finisse con una vittoria per il Teikō per 111-11. Quell'oltraggio ha spinto Ogiwara a lasciare il basket una volta conclusa la scuola media, benché amasse tanto giocarci. Quell'episodio ha dato vita agli eventi della trama, infatti è stata l'umiliazione subita da Ogiwara a spingere Kuroko a impegnarsi per sconfiggere i suoi ex compagni di squadra alle scuole superiori, l'ultimo Akashi nella finale della Winter Cup, alla quale ha assistito pure Ogiwara, orgoglioso di Kuroko e della sua vittoria.

### Kagetora Aida
Kagetora Aida (相田 景虎?, Aida Kagetora) è il padre di Riko, in passato era un giocatore di basket, ha militato anche nella nazionale giapponese. Sua figlia ha imparato da lui le basi per diventare una brava allenatrice, Kagatora le ha anche dato una mano per migliorare la preparazione atletica della squadra del Seirin, è abile nell'individuare il talento di un atleta aiutandolo anche nel perfezionare le sue capacità individuali, ad esempio ha istruito Hyūga permettendogli di perfezionare la sua tecnica nel tiro libero in modo da sviluppare la sua mossa speciale, il Barrier Jumper, oltre ad aver aiutato Teppei a sfruttare meglio la sua presa così che usasse al meglio la sua tecnica nel rimbalzo, il Vice Claw. Tende a essere troppo geloso e affettuoso con Riko, al punto che lei trova spesso troppo inopportune le sue premure tanto che Riku arriva a essere violenta e aggressiva con il padre. Kagetora decide di lanciare la sfida ai Jabberwock praparando Kuroko, Kagami, Akashi, Murasakibara, Aomine, Kise e Midorima nella squadra che prende il nome di Vorpal Swords nella quale lui riveste il ruolo di coach.
È doppiato da Shin'ichirō Miki (ed. giapponese), Luca Ghignone (ed. italiana).

### Alexandra Garcia
Alexandra Garcia (アレクサンドラ・ガルシア?, Arekusandora Garushia) o semplicemente "Alex" è un ex giocatrice della WNBA, anche ai tempi in cui frequentava l'università era già considerata una campionessa della National Collegiate Athletic Association. Si è dovuta ritirare a causa di una malattia che ha compromesso la sua vista. È stata lei a insegnare a Kagami e Himuro a giocare a basket, ancora adesso è molto legata a entrambi. È una donna provocante e avvenente, le sue manifestazione d'affetto infatti risultano un po' inopportune in un contesto più conservatore come quello giapponese, Kagami infatti trova fin troppo inadatti i suoi atteggiamenti. Benché Kagami sia di fatto ormai un giocatore molto forte e dotato, Alex è ancora capace di dargli degli utili consigli, aiutandolo a perfezionare ulteriormente le sue già grandi capacità. Sa parlare molto bene il giapponese. A quanto pare possiede un dono: è capace di capire il potenziale di un giocatore solo guardandolo, senza nemmeno doverlo vedere in azione, ne è la conferma che solo osservando Midorima aveva già capito l'incoercibile livello di forza della Generazione dei Miracoli.